# Persone di nome William
| Questa pagina contiene informazioni ricavate automaticamente dalle voci biografiche con l'ausilio del template Bio e di un bot. L'aggiornamento è periodico e automatico e ricostruisce completamente la pagina. Se manca una persona in questa lista, sei pregato di non aggiungerla, ma accertati piuttosto che la sua voce biografica contenga il template Bio e che i dati anagrafici siano correttamente compilati. Se il template Bio manca, inseriscilo tu stesso o, in alternativa, metti l'avviso {{tmp\|Bio}} che ne segnala la mancanza. Se i dati riportati sono sbagliati, correggi direttamente la voce biografica; le modifiche saranno visibili in questa lista entro pochi giorni. Per chiarimenti vedi il progetto antroponimi. La lista contiene solo le 3.338 persone che sono citate nell'enciclopedia e per le quali è stato implementato correttamente il template Bio. Pagina aggiornata al 6 ago 2025. |

Questa è una lista di persone presenti nell'enciclopedia che hanno il nome William, suddivise per attività principale.

## Agenti segreti(3)
- William Joseph Casey, agente segreto e politico statunitense (New York, n. 1913 - Roslyn Harbor, † 1987)
- William Colby, agente segreto statunitense (Saint Paul, n. 1920 - Rock Point, † 1996)
- William "Rip" Robertson, agente segreto statunitense (Manard, n. 1920 - Dallas, † 1970)

## Allenatori di atletica leggera(1)
- Bill Bowerman, allenatore di atletica leggera e imprenditore statunitense (Portland, n. 1911 - Fossil, † 1999)

## Allenatori di calcio(50)
- William Aitken, allenatore di calcio scozzese (Peterhead, n. 1894 - Gateshead, † 1973)
- William Ayache, allenatore di calcio e ex calciatore francese (Algeri, n. 1961)
- William Barclay, allenatore di calcio irlandese (Dublino, n. 1857 - Liverpool, † 1917)
- Georges Berry, allenatore di calcio e calciatore inglese (Hackney, n. 1904 - Manor Park, † 1972)
- Billy Bingham, allenatore di calcio e calciatore nordirlandese (Belfast, n. 1931 - Southport, † 2022)
- Billy Burnikell, allenatore di calcio e calciatore inglese (Southwick, n. 1910 - † 1980)
- Graham Carr, allenatore di calcio e ex calciatore inglese (Corbridge, n. 1944)
- William Chalmers, allenatore di calcio e calciatore scozzese (Bellshill, n. 1907 - † 1980)
- Billy Cook, allenatore di calcio e calciatore nordirlandese (Coleraine, n. 1909 - Liverpool, † 1992)
- William Danielsen, allenatore di calcio, dirigente sportivo e calciatore norvegese (Stavanger, n. 1915 - Stavanger, † 1989)
- Bill Dearden, allenatore di calcio e ex calciatore inglese (Oldham, n. 1944)
- William Dodgin, Sr., allenatore di calcio e calciatore inglese (Gateshead, n. 1909 - Godalming, † 1999)
- Willie Donachie, allenatore di calcio e ex calciatore scozzese (Glasgow, n. 1951)
- Alan Durban, allenatore di calcio e ex calciatore gallese (Bridgend, n. 1941)
- William Elcoat, allenatore di calcio britannico (Elton, n. 1859 - Stockton-on-Tees, † 1912)
- Willie Fernie, allenatore di calcio e calciatore scozzese (Kinglassie, n. 1928 - Glasgow, † 2011)
- William Gallas, allenatore di calcio e ex calciatore francese (Asnières-sur-Seine, n. 1977)
- William Gibson, allenatore di calcio e calciatore scozzese (Larkhall, n. 1898)
- Billy Hamilton, allenatore di calcio e ex calciatore nordirlandese (Bangor, n. 1957)
- Billy Horner, allenatore di calcio e ex calciatore inglese (Cassop, n. 1942)
- Billy Hunter, allenatore di calcio scozzese (Alva, n. 1885 - New York, † 1937)
- Willie Hunter, allenatore di calcio e calciatore scozzese (Edimburgo, n. 1940 - † 2020)
- Sandy Jardine, allenatore di calcio e calciatore scozzese (Edimburgo, n. 1948 - Edimburgo, † 2014)
- William Jeffrey, allenatore di calcio scozzese (Edimburgo, n. 1892 - New York, † 1966)
- William Lundin, allenatore di calcio e ex calciatore svedese (Gävle, n. 1992)
- Willie Maddren, allenatore di calcio e calciatore inglese (Billingham, n. 1951 - Stockton-on-Tees, † 2000)
- Willie Maley, allenatore di calcio e calciatore scozzese (Newry, n. 1868 - Glasgow, † 1958)
- William Maxwell, allenatore di calcio e calciatore scozzese (Arbroath, n. 1876 - Bristol, † 1940)
- Billy McCullough, allenatore di calcio e ex calciatore nordirlandese (Carrickfergus, n. 1935)
- Billy McKinlay, allenatore di calcio e ex calciatore scozzese (Glasgow, n. 1969)
- Billy Meredith, allenatore di calcio e calciatore gallese (Chirk, n. 1874 - Manchester, † 1958)
- Bill Moore, allenatore di calcio e calciatore inglese (Washington, n. 1913 - Stafford, † 1982)
- Willie Ormond, allenatore di calcio e calciatore scozzese (Falkirk, n. 1927 - † 1984)
- William Pianu, allenatore di calcio e ex calciatore italiano (Torino, n. 1975)
- William Prunier, allenatore di calcio e ex calciatore francese (Montreuil, n. 1967)
- William Raeside, allenatore di calcio scozzese (Paisley, n. 1892 - Old Kilpatrick, † 1964)
- Billy Reid, allenatore di calcio e ex calciatore scozzese (Glasgow, n. 1963)
- Willie Reid, allenatore di calcio e calciatore scozzese (Baillieston, n. 1884 - Baillieston, † 1966)
- Billy Singh, allenatore di calcio figiano
- Billy Smith, allenatore di calcio e calciatore inglese (Tantobie, n. 1895 - Huddersfield, † 1951)
- Billy Stark, allenatore di calcio e ex calciatore scozzese (Glasgow, n. 1956)
- Marcus Stewart, allenatore di calcio e ex calciatore inglese (Bristol, n. 1972)
- William Still, allenatore di calcio belga (Braine-l'Alleud, n. 1992)
- Bill Struth, allenatore di calcio scozzese (Edimburgo, n. 1876 - Glasgow, † 1956)
- William Townley, allenatore di calcio e calciatore inglese (Blackburn, n. 1866 - Blackpool, † 1950)
- William Viali, allenatore di calcio e ex calciatore italiano (Vaprio d'Adda, n. 1974)
- Bill Voisey, allenatore di calcio e calciatore inglese (Isle of Dogs, n. 1891 - † 1964)
- William Waddell, allenatore di calcio e calciatore britannico (Forth, n. 1921 - Glasgow, † 1992)
- William Amaral de Andrade, allenatore di calcio e ex calciatore brasiliano (Rio de Janeiro, n. 1967)
- William Wilton, allenatore di calcio scozzese (Largs, n. 1865 - Gourock, † 1920)

## Allenatori di football americano(8)
- Bill Arnsparger, allenatore di football americano statunitense (Paris, n. 1926 - Athens, † 2015)
- Bill Belichick, allenatore di football americano statunitense (Nashville, n. 1952)
- Bill Callahan, allenatore di football americano statunitense (Chicago, n. 1956)
- Clay Matthews Jr., allenatore di football americano statunitense (Palo Alto, n. 1956)
- Bill O'Brien, allenatore di football americano statunitense (Dorchester, n. 1969)
- Dabo Swinney, allenatore di football americano statunitense (Birmingham, n. 1969)
- Bill Walsh, allenatore di football americano statunitense (Los Angeles, n. 1931 - Woodside, † 2007)
- Mike Wyatt, allenatore di football americano statunitense (Grandfield, n. 1955 - † 2010)

## Allenatori di hockey su ghiaccio(5)
- Scotty Bowman, allenatore di hockey su ghiaccio canadese (Montréal, n. 1933)
- Billy Dea, allenatore di hockey su ghiaccio e ex hockeista su ghiaccio canadese (Edmonton, n. 1933)
- Bill Inglis, allenatore di hockey su ghiaccio e ex hockeista su ghiaccio canadese (Ottawa, n. 1943)
- Bill Ranford, allenatore di hockey su ghiaccio e ex hockeista su ghiaccio canadese (Brandon, n. 1966)
- Bill Stewart, allenatore di hockey su ghiaccio e ex hockeista su ghiaccio canadese (Toronto, n. 1957)

## Allenatori di pallacanestro(15)
- William Adornado, allenatore di pallacanestro e ex cestista filippino (Legazpi, n. 1951)
- Bill Bertka, allenatore di pallacanestro e dirigente sportivo statunitense (Akron, n. 1927)
- Bill Blakeley, allenatore di pallacanestro statunitense (Wills Point, n. 1934 - Dallas, † 2010)
- Billy Donovan, allenatore di pallacanestro e ex cestista statunitense (Rockville Centre, n. 1965)
- Bill Fitch, allenatore di pallacanestro e dirigente sportivo statunitense (Davenport, n. 1932 - Conroe, † 2022)
- Bill Foster, allenatore di pallacanestro e dirigente sportivo statunitense (Ridley Park, n. 1929 - Chicago, † 2016)
- Bill Foster, allenatore di pallacanestro statunitense (Palatka, n. 1936 - Charlotte, † 2015)
- Bill Guthridge, allenatore di pallacanestro statunitense (Parsons, n. 1937 - Chapel Hill, † 2015)
- Bill Hodges, allenatore di pallacanestro statunitense (Zionsville, n. 1943)
- Billy Kennedy, allenatore di pallacanestro statunitense (Metairie, n. 1964)
- Bill Klucas, allenatore di pallacanestro statunitense (Vermillion, n. 1941 - Brownsville, † 2014)
- Billy Lange, allenatore di pallacanestro statunitense (Haddon Heights, n. 1972)
- Bill Musselman, allenatore di pallacanestro statunitense (Wooster, n. 1940 - Rochester, † 2000)
- Bo Ryan, allenatore di pallacanestro statunitense (Chester, n. 1947)
- Will Voigt, allenatore di pallacanestro statunitense (Burlington, n. 1976)

## Allenatori di pallavolo(1)
- William Craft, allenatore di pallavolo e ex pallavolista statunitense (Crete, n. 1993)

## Alpinisti(3)
- William Martin Conway, alpinista, esploratore e politico britannico (Rochester, n. 1856 - Londra, † 1937)
- William Auguste Coolidge, alpinista statunitense (New York, n. 1850 - Grindelwald, † 1926)
- William Mathews, alpinista inglese (Londra, n. 1828 - Londra, † 1901)

## Ambientalisti(1)
- Bill McKibben, ambientalista statunitense (n. 1960)

## Ammiragli(28)
- William Andrewes, ammiraglio inglese (Winchester, n. 1899 - Winchester, † 1974)
- William Blandy, ammiraglio statunitense (New York, n. 1890 - St. Albans, † 1954)
- William Boyle, ammiraglio britannico (Farnham, n. 1873 - Londra, † 1967)
- William Brown, ammiraglio irlandese (Foxford, n. 1777 - Buenos Aires, † 1857)
- William Carnegie, VII conte di Northesk, ammiraglio scozzese (Hampshire, n. 1756 - Londra, † 1831)
- William Compton, IV marchese di Northampton, ammiraglio inglese (Londra, n. 1818 - † 1897)
- William Cornwallis, ammiraglio britannico (n. 1744 - † 1819)
- William J. Fallon, ammiraglio statunitense (East Orange, n. 1944)
- William Fechteler, ammiraglio statunitense (San Rafael, n. 1896 - Bethesda, † 1967)
- William Wordsworth Fisher, ammiraglio britannico (Blatchington, n. 1875 - Southsea, † 1937)
- William Goodsonn, ammiraglio inglese (n. 1610 - † 1680)
- William Halsey, ammiraglio statunitense (Elizabeth, n. 1882 - Fishers Island, † 1959)
- William Leahy, ammiraglio e diplomatico statunitense (Hampton, n. 1875 - Bethesda, † 1959)
- William Leveson-Gower, IV conte di Granville, ammiraglio britannico (n. 1880 - † 1953)
- William Martin, ammiraglio britannico (Twickenham, † 1756)
- William H. McRaven, ammiraglio statunitense (Pinehurst, n. 1955)
- William M. Nicholson, ammiraglio britannico (n. 1863 - † 1932)
- William Pakenham, ammiraglio irlandese (n. 1861 - San Sebastián, † 1933)
- William Parker, I baronetto di Shenstone, ammiraglio britannico (Almington, n. 1781 - † 1866)
- William Edward Parry, ammiraglio, astronomo e esploratore inglese (Bath, n. 1790 - Bad Ems, † 1855)
- William Penn, ammiraglio inglese (Bristol, n. 1621 - Londra, † 1670)
- William Thomas Sampson, ammiraglio statunitense (Palmyra, n. 1840 - Washington, † 1902)
- William Sowden Sims, ammiraglio statunitense (Port Hope, n. 1858 - Boston, † 1936)
- William Sidney Smith, ammiraglio inglese (Westminster, n. 1764 - Parigi, † 1840)
- Richard Thomas, ammiraglio britannico (n. 1932 - † 1998)
- William Frederic Wake-Walker, ammiraglio britannico (n. 1888 - † 1945)
- William Whetstone, ammiraglio inglese († 1711)
- William Waldegrave, I barone Radstock, ammiraglio inglese (n. 1753 - Londra, † 1825)

## Anatomisti(3)
- William Hewson, anatomista britannico (Hexham, n. 1739 - Londra, † 1774)
- William Hunter, anatomista scozzese (East Kilbride, n. 1718 - Londra, † 1783)
- William Turner, anatomista e antropologo inglese (Lancaster, n. 1832 - Edimburgo, † 1916)

## Animatori(6)
- Norman Ferguson, animatore e regista statunitense (New York, n. 1902 - Los Angeles, † 1957)
- Bill Littlejohn, animatore e sindacalista statunitense (Newark, n. 1914 - Malibù, † 2010)
- Bud Luckey, animatore, regista e doppiatore statunitense (Billings, n. 1934 - Newtown, † 2018)
- William Reeves, animatore canadese (Toronto, n. 1959)
- Bill Roberts, animatore e regista statunitense (Kentucky, n. 1899 - Contea di Tulare, † 1974)
- Will Vinton, animatore, regista cinematografico e sceneggiatore statunitense (McMinnville, n. 1947 - Portland, † 2018)

## Antiquari(3)
- William Copeland Borlase, antiquario e politico britannico (Cornovaglia, n. 1848 - Londra, † 1899)
- William Richard Hamilton, antiquario, esploratore e diplomatico britannico (Londra, n. 1777 - Londra, † 1859)
- William Stukeley, antiquario, medico e presbitero inglese (Holbeach, n. 1687 - Kentish Town, † 1765)

## Antropologi(4)
- William James Perry, antropologo britannico (n. 1887 - † 1949)
- William Rivers, antropologo, biologo e neurologo inglese (n. 1864 - † 1922)
- William Robertson Smith, antropologo e storico delle religioni scozzese (Aberdeenshire, n. 1846 - † 1894)
- William Lloyd Warner, antropologo e sociologo statunitense (Redlands, n. 1898 - Chicago, † 1970)

## Aracnologi(1)
- William Joseph Rainbow, aracnologo e entomologo australiano (Yorkshire, n. 1856 - Sydney, † 1919)

## Araldisti(1)
- William Weldon, araldista inglese (n. 1837 - † 1919)

## Arbitri di baseball(1)
- Bill Klem, arbitro di baseball statunitense (Rochester, n. 1874 - Miami, † 1951)

## Arbitri di calcio(3)
- William Collum, arbitro di calcio scozzese (Glasgow, n. 1979)
- William Lewis, arbitro di calcio e allenatore di calcio inglese (Brentford, n. 1860 - Brentford, † 1916)
- William Ling, arbitro di calcio inglese (Hemel Hempstead, n. 1908 - Nuovo Brunswick, † 1984)

## Archeologi(7)
- William Albright, archeologo e linguista statunitense (Coquimbo, n. 1891 - Baltimora, † 1971)
- William G. Dever, archeologo statunitense (Louisville, n. 1933)
- William Bell Dinsmoor, archeologo statunitense (Windham, n. 1886 - Atene, † 1973)
- William Gell, archeologo, illustratore e viaggiatore britannico (Hopton, n. 1777 - Napoli, † 1836)
- William Greenwell, archeologo e numismatico britannico (n. 1820 - † 1918)
- William Hamilton, archeologo, diplomatico e antiquario britannico (Henley-on-Thames, n. 1730 - Londra, † 1803)
- William M. Ramsay, archeologo scozzese (Glasgow, n. 1851 - † 1939)

## Architetti(28)
- William Adam, architetto scozzese (n. 1689 - † 1748)
- Will Alsop, architetto inglese (Northampton, n. 1947 - † 2018)
- William Bouwens van der Boijen, architetto olandese (L'Aia, n. 1834 - Jouy-en-Josas, † 1907)
- William Bruce, I baronetto di Balcaskie, architetto scozzese (Blairhall, n. 1630 - † 1710)
- William Burges, architetto e designer britannico (n. 1827 - † 1881)
- William Butterfield, architetto britannico (Londra, n. 1814 - Londra, † 1900)
- William Chambers, architetto britannico (Gotemburgo, n. 1723 - Londra, † 1796)
- William Eugene Drummond, architetto statunitense (Newark, n. 1876 - † 1948)
- William Holabird, architetto statunitense (Amenia, n. 1854 - Chicago, † 1923)
- William Le Baron Jenney, architetto statunitense (Fairhaven, n. 1832 - Los Angeles, † 1907)
- William Lescaze, architetto svizzero (Onex, n. 1896 - New York, † 1969)
- William McDonough, architetto statunitense (Tokyo, n. 1951)
- William Henry Miller, architetto statunitense (Trenton, n. 1848 - † 1922)
- William Vitruvius Morrison, architetto irlandese (Clonmel, n. 1794 - Bray, † 1838)
- William Eden Nesfield, architetto e designer inglese (Bath, n. 1835 - Brighton, † 1888)
- William Orchard, architetto inglese († 1504)
- William Henry Playfair, architetto britannico (Londra, n. 1790 - Edimburgo, † 1857)
- William Gray Purcell, architetto statunitense (n. 1880 - † 1965)
- William Railton, architetto inglese (Clapham, n. 1800 - Brighton, † 1877)
- William Stark, architetto e urbanista scozzese (Dunfermline, n. 1770 - Drumsheugh, † 1812)
- William Strickland, architetto, ingegnere e pittore statunitense (Navesink, n. 1788 - Nashville, † 1854)
- William Strutt, architetto britannico (n. 1756 - † 1830)
- William Talman, architetto britannico (n. 1650 - † 1719)
- William Wardell, architetto australiano (Londra, n. 1823 - North Sydney, † 1899)
- William Robert Ware, architetto e scrittore statunitense (Cambridge, n. 1832 - † 1915)
- William Wilkins, architetto britannico (Norwich, n. 1778 - Cambridge, † 1839)
- William Wilkinson, architetto britannico (n. 1819 - † 1901)
- William Wurster, architetto statunitense (Stockton, n. 1895 - Berkeley, † 1973)

## Arcieri(4)
- William Clark, arciere statunitense (Cincinnati, n. 1842 - Knoxville, † 1913)
- William Dod, arciere britannico (Bebington, n. 1867 - Earls Court, † 1954)
- Will Thompson, arciere statunitense (Calhoun, n. 1848 - Seattle, † 1918)
- William Valentine, arciere statunitense (Lexington, n. 1867 - Lago Michigan, † 1932)

## Arcivescovi(1)
- William Warham, arcivescovo inglese (Hackington, † 1532)

## Arcivescovi anglicani(7)
- William Howley, arcivescovo anglicano inglese (Ropley, n. 1766 - Lambeth Palace, † 1848)
- William Juxon, arcivescovo anglicano inglese (forse Chichester, n. 1582 - Lambeth, † 1663)
- William Laud, arcivescovo anglicano inglese (Reading, n. 1573 - Torre di Londra, † 1645)
- William Sancroft, arcivescovo anglicano britannico (Fressingfield, n. 1617 - Fressingfield, † 1693)
- Glyn Simon, arcivescovo anglicano britannico (Swansea, n. 1903 - Taunton, † 1972)
- William Temple, arcivescovo anglicano e teologo inglese (Exeter, n. 1881 - Westgate-on-Sea, † 1944)
- William Wake, arcivescovo anglicano inglese (Blandford Forum, n. 1657 - Lambeth Palace, † 1737)

## Arcivescovi cattolici(18)
- William Donald Borders, arcivescovo cattolico statunitense (Washington, n. 1913 - Timonium, † 2010)
- William Otterwell Brady, arcivescovo cattolico statunitense (Fall River, n. 1899 - Roma, † 1961)
- William Aquin Carew, arcivescovo cattolico canadese (Saint John's, n. 1922 - Saint John's, † 2012)
- William de Corbeil, arcivescovo cattolico normanno (Corbeil-Essonnes - Canterbury, † 1136)
- William Courtenay, arcivescovo cattolico inglese (Exminster, n. 1342 - Maidstone, † 1396)
- William Henry Elder, arcivescovo cattolico statunitense (Baltimora, n. 1819 - Cincinnati, † 1904)
- William Hickley Gross, arcivescovo cattolico statunitense (Baltimora, n. 1837 - Baltimora, † 1898)
- William Henry Keeler, arcivescovo cattolico e cardinale statunitense (San Antonio, n. 1931 - Catonsville, † 2017)
- William Edward Lori, arcivescovo cattolico statunitense (Louisville, n. 1951)
- William Shawn McKnight, arcivescovo cattolico statunitense (Wichita, n. 1968)
- William Nolan, arcivescovo cattolico britannico (Motherwell, n. 1954)
- William Thomas Porter, arcivescovo cattolico e missionario britannico (Liverpool, n. 1887 - Cape Coast, † 1966)
- William Scheves, arcivescovo cattolico, funzionario e diplomatico scozzese († 1497)
- William Charles Skurla, arcivescovo cattolico statunitense (Duluth, n. 1956)
- William Bernard Ullathorne, arcivescovo cattolico britannico (Pocklington, n. 1806 - Sutton Coldfield, † 1889)
- William Joseph Walsh, arcivescovo cattolico irlandese (Dublino, n. 1841 - Dublino, † 1921)
- William Patrick Whelan, arcivescovo cattolico sudafricano (Wakkerstroom, n. 1907 - Bloemfontein, † 1966)
- William Whittlesey, arcivescovo cattolico inglese (Londra, † 1374)

## Armatori(1)
- William Burrell, armatore e filantropo britannico (Glasgow, n. 1861 - Hutton Castle, † 1958)

## Arrangiatori(1)
- Billy Strayhorn, arrangiatore, compositore e pianista statunitense (Dayton, n. 1915 - New York, † 1967)

## Artigiani(1)
- William Brodie, artigiano, politico e criminale scozzese (Edimburgo, n. 1741 - Edimburgo, † 1788)

## Artisti(9)
- William Henry Bartlett, artista britannico (Kentish Town, n. 1809 - † 1854)
- William Bemrose, artista e scrittore britannico (Derby, n. 1831 - † 1908)
- William Blake Richmond, artista, artigiano e designer britannico (Marylebone, n. 1842 - Hammersmith, † 1921)
- William John Coffee, artista e scultore inglese (n. 1774 - † 1846)
- William Kentridge, artista sudafricano (Johannesburg, n. 1955)
- William Kurelek, artista, scrittore e pittore canadese (n. 1927 - Toronto, † 1977)
- William Morris, artista e scrittore britannico (Walthamstow, n. 1834 - Londra, † 1896)
- Bill Reid, artista canadese (Victoria, n. 1920 - Vancouver, † 1998)
- William Segal, artista statunitense (Macon, n. 1904 - † 2000)

## Artisti marziali(1)
- William Cheung, artista marziale cinese (Hong Kong, n. 1940)

## Assassini(1)
- William King Hale, assassino, politico e criminale statunitense (Contea di Hunt, n. 1874 - Phoenix, † 1962)

## Assassini seriali(4)
- Burke e Hare, serial killer britannico (Urney, n. 1792 - Edimburgo, † 1829)
- Billy Cook, serial killer statunitense (Joplin, n. 1928 - carcere di San Quintino, † 1952)
- William Heirens, serial killer statunitense (Evanston, n. 1928 - Chicago, † 2012)
- William Suff, assassino seriale statunitense (Torrance, n. 1950)

## Astisti(4)
- William Droegemueller, astista statunitense (n. 1906 - † 1987)
- William Halpenny, astista canadese (Isola del Principe Edoardo, n. 1882 - Charlottetown, † 1960)
- Bill Hoyt, astista e ostacolista statunitense (Glastonbury, n. 1875 - Cambridge, † 1954)
- Bill Miller, astista statunitense (Dodge City, n. 1912 - Paradise Valley, † 2008)

## Astrofisici(1)
- William Alfred Fowler, astrofisico statunitense (Pittsburgh, n. 1911 - Pasadena, † 1995)

## Astrologi(1)
- William Lilly, astrologo e scrittore inglese (Diseworth, n. 1602 - Hersham, † 1681)

## Astronauti(12)
- William Anders, astronauta, generale e funzionario statunitense (Hong Kong, n. 1933 - Oceano Pacifico, † 2024)
- William Frederick Fisher, ex astronauta e medico statunitense (Dallas, n. 1946)
- William Gregory, ex astronauta statunitense (n. 1957)
- William B. Lenoir, astronauta statunitense (Miami, n. 1939 - † 2010)
- William McArthur, ex astronauta statunitense (Laurinburg, n. 1951)
- William McCool, astronauta statunitense (San Diego, n. 1961 - Texas, † 2003)
- William Oefelein, ex astronauta statunitense (Fort Belvoir, n. 1965)
- William A. Pailes, ex astronauta statunitense (Hackensack, n. 1952)
- Bill Pogue, astronauta statunitense (Okemah, n. 1930 - Cocoa Beach, † 2014)
- William Readdy, ex astronauta statunitense (North Kingstown, n. 1952)
- William Shepherd, ex astronauta statunitense (Oak Ridge, n. 1949)
- William E. Thornton, astronauta e medico statunitense (Faison, n. 1929 - Boerne, † 2021)

## Astronomi(31)
- William Ball, astronomo britannico († 1690)
- William Cranch Bond, astronomo statunitense (Falmouth, n. 1789 - † 1859)
- William Robert Brooks, astronomo statunitense (Maidstone, n. 1844 - Geneva, † 1922)
- William Wallace Campbell, astronomo statunitense (Contea di Hancock, n. 1862 - San Francisco, † 1938)
- William Chauvenet, astronomo e matematico statunitense (Milford, n. 1820 - Saint Paul, † 1870)
- William Christie, astronomo inglese (n. 1845 - † 1922)
- William Weber Coblentz, astronomo e fisico statunitense (North Lima, n. 1897 - Washington, † 1962)
- William Rutter Dawes, astronomo britannico (Londra, n. 1799 - Haddenham, † 1868)
- William Frederick Denning, astronomo britannico (Radstock, n. 1848 - Bristol, † 1931)
- William G. Dillon, astronomo statunitense (n. 1957)
- William Elkin, astronomo statunitense (New Orleans, n. 1855 - New Haven, † 1933)
- William Henry Finlay, astronomo sudafricano (Liverpool, n. 1849 - Città del Capo, † 1924)
- William Stephen Finsen, astronomo sudafricano (n. 1905 - † 1979)
- William Gascoigne, astronomo inglese (Middleton, n. 1612 - Marston Moor, † 1644)
- William Edmund Harper, astronomo canadese (Dobbington, n. 1878 - † 1940)
- William Hartmann, astronomo, pittore e saggista statunitense (New Kensington, n. 1939)
- William Huggins, astronomo inglese (Londra, n. 1824 - Londra, † 1910)
- William J. Kaufmann III, astronomo e saggista statunitense (New York, n. 1942 - California, † 1994)
- William Lassell, astronomo e ottico inglese (Bolton, n. 1799 - Maidenhead, † 1880)
- William Liller, astronomo statunitense (Filadelfia, n. 1927 - Viña del Mar, † 2021)
- William Markowitz, astronomo statunitense (Melč, n. 1907 - Pompano Beach, † 1998)
- William Hunter McCrea, astronomo britannico (Dublino, n. 1904 - Lewes, † 1999)
- William W. Morgan, astronomo e astrofisico statunitense (Bethesda, n. 1906 - Williams Bay, † 1994)
- William Parsons, astronomo irlandese (York, n. 1800 - Castello di Birr, † 1867)
- William Henry Pickering, astronomo statunitense (Boston, n. 1858 - Mandeville, † 1938)
- William H. Ryan, astronomo statunitense (n. 1962)
- William Lawrence Sebok, astronomo statunitense
- William Henry Smyth, astronomo e ammiraglio britannico (Westminster, n. 1788 - † 1865)
- William R. Stoeger, astronomo e teologo statunitense (Torrance, n. 1943 - Tucson, † 2014)
- William Wales, astronomo e matematico britannico (Warmfield, n. 1734 - Londra, † 1798)
- William Kwong Yu Yeung, astronomo canadese (Hong Kong, n. 1960)

## Attivisti(4)
- William Aalto, attivista statunitense (Bronx, n. 1915 - New York, † 1958)
- William Thomas Hallenback, attivista e pacifista statunitense (New York, n. 1952 - † 2009)
- William Isaac Hull, pacifista e storico statunitense (Baltimora, n. 1843 - † 1939)
- William Lewis Moore, attivista statunitense (Binghamton, n. 1927 - Attalla, † 1963)

## Attori pornografici(1)
- Billy Herrington, attore pornografico statunitense (Long Island, n. 1969 - Palm Springs, † 2018)

## Attori teatrali(6)
- William Betty, attore teatrale britannico (Shrewsbury, n. 1791 - Londra, † 1874)
- William Farren junior, attore teatrale inglese (Londra, n. 1825 - Siena, † 1908)
- William Farren, attore teatrale inglese (n. 1786 - † 1861)
- William Kempe, attore teatrale e ballerino britannico (Londra, † 1603)
- William Charles Macready, attore teatrale e impresario teatrale inglese (Londra, n. 1793 - Londra, † 1873)
- William Mountfort, attore teatrale e drammaturgo inglese (n. 1664 - Londra, † 1692)

## Autori di videogiochi(1)
- Haden Blackman, autore di videogiochi statunitense (Seal Beach, n. 1973)

## Aviatori(5)
- William George Barker, aviatore canadese (Dauphin, n. 1894 - Ottawa, † 1930)
- Brian Binnie, aviatore e astronauta statunitense (West Lafayette, n. 1953 - † 2022)
- William Green, aviatore, scrittore e giornalista britannico (n. 1927 - † 2010)
- William Carrall Hilborn, aviatore canadese (Quesnel, n. 1898 - Campo di aviazione di Grossa, † 1918)
- William Myron MacDonald, aviatore canadese (Connecticut, n. 1890 - San Diego, † 1958)

## Avventurieri(2)
- William Perry Fogg, avventuriero statunitense (Exeter, n. 1826 - Morris Plains, † 1909)
- William Lamport, avventuriero irlandese (Wexford, n. 1611 - Città del Messico, † 1659)

## Avvocati(20)
- William Astor, I visconte Astor, avvocato e politico statunitense (New York, n. 1848 - Brighton, † 1919)
- William Edmonstoune Aytoun, avvocato e poeta britannico (Edimburgo, n. 1813 - Elgin, † 1865)
- William Kurt Black, avvocato e docente statunitense (n. 1951)
- William Brett, I visconte Esher, avvocato e politico inglese (Lenham, n. 1815 - Londra, † 1899)
- Bill Bufalino, avvocato statunitense (Pittston, n. 1918 - Fort Lauderdale, † 1990)
- William Cullen, avvocato e giudice britannico (n. 1935)
- William Deane, avvocato, giudice e politico australiano (Melbourne, n. 1931)
- William H. Hastie, avvocato, giudice e attivista statunitense (Knoxville, n. 1904 - Filadelfia, † 1976)
- William Kunstler, avvocato, attivista e poeta statunitense (New York, n. 1919 - New York, † 1995)
- Bill Mantlo, avvocato e fumettista statunitense (Brooklyn, n. 1951)
- William Gibbs McAdoo, avvocato e politico statunitense (Marietta, n. 1863 - Washington, † 1941)
- William M. Meredith, avvocato e politico statunitense (Filadelfia, n. 1799 - Filadelfia, † 1873)
- William Vans Murray, avvocato e politico statunitense (Cambridge, n. 1760 - Contea di Dorchester, † 1803)
- William Ogilby, avvocato e naturalista irlandese (n. 1808 - † 1873)
- William Robertson, avvocato e politico statunitense (Bedford, n. 1823 - Katonah, † 1898)
- William Stevenson, avvocato, ambasciatore e velocista statunitense (Chicago, n. 1900 - Fort Myers, † 1985)
- William Sulzer, avvocato e politico statunitense (Elizabeth, n. 1863 - New York City, † 1941)
- William Webb, avvocato australiano (n. 1887 - † 1972)
- William Weld, avvocato, imprenditore e scrittore statunitense (Smithtown, n. 1945)
- Bill White, avvocato e politico statunitense (San Antonio, n. 1954)

## Banchieri(4)
- William Cameron Forbes, banchiere e diplomatico statunitense (Milton, n. 1870 - Boston, † 1959)
- William McChesney Martin, banchiere statunitense (Saint Louis, n. 1906 - Washington, † 1998)
- William Emlen Roosevelt, banchiere statunitense (New York, n. 1857 - New York, † 1930)
- William Russell, banchiere e filantropo britannico (Londra, n. 1965)

## Bassisti(8)
- Will Boyd, bassista statunitense (Little Rock, n. 1979)
- Billy Cox, bassista statunitense (Wheeling, n. 1941)
- Billy Hamilton, bassista canadese (Burlington, n. 1984)
- Bill MacCormick, bassista e compositore britannico (Londra, n. 1951)
- Marcus Miller, bassista, compositore e produttore discografico statunitense (New York, n. 1959)
- Monk Montgomery, bassista statunitense (Indianapolis, n. 1921 - Las Vegas, † 1982)
- Billy Sheehan, bassista statunitense (Buffalo, n. 1953)
- Bill Wyman, bassista britannico (Penge, n. 1936)

## Batteriologi(1)
- William Hallock Park, batteriologo statunitense (n. 1863 - † 1939)

## Batteristi(14)
- Bill Andrews, batterista statunitense (n. 1967)
- Bill Berry, batterista statunitense (Duluth, n. 1958)
- Bill Bruford, batterista britannico (Sevenoaks, n. 1949)
- Billy Cobham, batterista, percussionista e compositore statunitense (Panama, n. 1944)
- Bill Gibson, batterista e compositore statunitense (Sacramento, n. 1951)
- William Goldsmith, batterista statunitense (Seattle, n. 1972)
- Sonny Greer, batterista statunitense (Long Branch, n. 1895 - New York, † 1982)
- Billy Hart, batterista statunitense (Washington, n. 1940)
- Will Hunt, batterista statunitense (Gainesville, n. 1971)
- Bill Kreutzmann, batterista statunitense (Palo Alto, n. 1946)
- Bill Legend, batterista inglese (Barking, n. 1944)
- Bill Rieflin, batterista e tastierista statunitense (Seattle, n. 1960 - Seattle, † 2020)
- Bill Stewart, batterista statunitense (Des Moines, n. 1966)
- Bill Ward, batterista e compositore britannico (Birmingham, n. 1948)

## Bibliotecari(1)
- William Francis Ryan, bibliotecario britannico (n. 1937 - † 2023)

## Biblisti(2)
- William Culbertson III, biblista e vescovo anglicano statunitense (Filadelfia, n. 1905 - Chicago, † 1971)
- William Edwy Vine, biblista e educatore inglese (Blandford Forum, n. 1873 - † 1949)

## Biochimici(4)
- William Cecil Campbell, biochimico irlandese (Ramelton, n. 1930)
- William Ogilvy Kermack, biochimico scozzese (n. 1898 - † 1970)
- William Moerner, biochimico statunitense (Pleasanton, n. 1953)
- William Stein, biochimico statunitense (New York, n. 1911 - New York, † 1980)

## Biologi(4)
- William Donald Hamilton, biologo britannico (Il Cairo, n. 1936 - Fitzrovia, † 2000)
- William Elford Leach, biologo inglese (Plymouth, n. 1790 - San Sebastiano Curone, † 1836)
- William Stimpson, biologo e zoologo statunitense (Boston, n. 1832 - Ilchester, † 1872)
- William Crawford Williamson, biologo britannico (Scarborough, n. 1816 - Londra, † 1895)

## Bobbisti(6)
- William Casey, bobbista statunitense
- William D'Amico, bobbista statunitense (Utica, n. 1910 - Lake Placid, † 1984)
- William Longstreth Dodge, bobbista statunitense (Chestnut Hill, n. 1925 - † 1987)
- William Dupree, bobbista statunitense (Saranac Lake, n. 1909 - Bound Brook, † 1955)
- Billy Fiske, bobbista e militare statunitense (New York, n. 1911 - Chichester, † 1940)
- William Prichard, bobbista svizzero (Ormont-Dessus, n. 1897 - Ormont-Dessus, † 1957)

## Botanici(25)
- William Aiton, botanico scozzese (Hamilton, n. 1731 - Londra, † 1793)
- William Townsend Aiton, botanico britannico (Kew, n. 1766 - Kensington, † 1849)
- William Allman, botanico inglese (Kingston, n. 1776 - Dublino, † 1846)
- William Whitman Bailey, botanico e chimico statunitense (West Point, n. 1843 - Providence, † 1914)
- William Grant Craib, botanico britannico (Banff, n. 1882 - Kew, † 1933)
- William Curtis, botanico inglese (Alton, n. 1746 - Brompton, † 1799)
- William Gilson Farlow, botanico statunitense (Boston, n. 1844 - Cambridge, † 1919)
- William Fawcett, botanico inglese (n. 1851 - † 1926)
- William Vincent Fitzgerald, botanico australiano (Ben Lomond, n. 1867 - Nuova Guinea, † 1929)
- William Forsyth, botanico scozzese (Oldmeldrum, n. 1737 - Londra, † 1804)
- William Henry Harvey, botanico e medico irlandese (Summerville, n. 1811 - Torquay, † 1866)
- William Botting Hemsley, botanico britannico (East Hoathly, n. 1843 - Broadstairs, † 1924)
- William Jackson Hooker, botanico britannico (Norwich, n. 1785 - Kew, † 1865)
- William Hudson, botanico e farmacista britannico (n. 1730 - † 1793)
- William Jameson, botanico scozzese (Edimburgo, n. 1796 - Quito, † 1873)
- William Lobb, botanico britannico (Perranarworthal, n. 1809 - San Francisco, † 1864)
- William Nylander, botanico, micologo e entomologo finlandese (Oulu, n. 1822 - Parigi, † 1899)
- William Hunt Painter, botanico inglese (Aston, n. 1835 - Shrewsbury, † 1910)
- William Raymond Philipson, botanico, esploratore e ornitologo neozelandese (Newcastle upon Tyne, n. 1911 - Greytown, New Zealand, † 1997)
- William Richardson Linton, botanico inglese (Diddington, n. 1850 - Ashbourne, † 1908)
- William Roxburgh, botanico scozzese (Scozia, n. 1751 - Edimburgo, † 1815)
- William Sherard, botanico inglese (Bushby, n. 1659 - Londra, † 1728)
- William Wright Smith, botanico scozzese (Lochmaben, n. 1875 - † 1956)
- William Turner Thiselton-Dyer, botanico britannico (Westminster, n. 1843 - Whitcombe, † 1928)
- William Withering, botanico britannico (Wellington, n. 1741 - Birmingham, † 1799)

## Canottieri(16)
- William Becklean, ex canottiere statunitense (Kansas City, n. 1936)
- William Carr, canottiere britannico (Donegal, n. 1876 - Filadelfia, † 1942)
- William Fields, canottiere statunitense (Forsyth, n. 1929 - Gainesville, † 1992)
- William Gilmore, canottiere statunitense (Wayne, n. 1895 - Filadelfia, † 1969)
- Bill Hobbs, canottiere statunitense (Ponce, n. 1949 - South Dartmouth, † 2020)
- William Jones, canottiere uruguaiano (Paysandú, n. 1924 - Inverness, † 2014)
- William Jordan, canottiere statunitense (Cleveland, n. 1898 - † 1968)
- Wally Kinnear, canottiere britannico (Marykirk, n. 1880 - Leicester, † 1974)
- William Lockwood, canottiere australiano (Melbourne, n. 1988)
- William Miller, canottiere statunitense (Filadelfia, n. 1905 - Carlisle, † 1985)
- William Rice, canottiere canadese (Cincinnati, n. 1881 - San Mateo, † 1941)
- William Satch, canottiere britannico (Henley-on-Thames, n. 1989)
- William Stewart, canottiere britannico (n. 1997)
- William Stowe, canottiere statunitense (Oak Park, n. 1940 - † 2016)
- William Varley, canottiere statunitense (New York, n. 1880 - New York, † 1968)
- William Wadsworth, canottiere canadese (Toronto, n. 1875 - Toronto, † 1971)

## Cantanti(38)
- William Beckett, cantante e musicista statunitense (Barrington, n. 1985)
- William Bell, cantante statunitense (Memphis, n. 1939)
- Billy Idol, cantante britannico (Londra, n. 1955)
- Spencer Chamberlain, cantante statunitense (Chapel Hill, n. 1983)
- Bill Champlin, cantante, tastierista e chitarrista statunitense (Oakland, n. 1947)
- Alex Chilton, cantante, chitarrista e produttore discografico statunitense (Memphis, n. 1950 - New Orleans, † 2010)
- Bootsy Collins, cantante e bassista statunitense (Cincinnati, n. 1951)
- William DuVall, cantante e chitarrista statunitense (Washington, n. 1967)
- Fred Durst, cantante e rapper statunitense (Jacksonville, n. 1970)
- Billy Eckstine, cantante statunitense (Pittsburgh, n. 1914 - Pittsburgh, † 1993)
- Bill Gaither, cantante statunitense (Alexandria, n. 1936)
- Billy Gibbons, cantante e chitarrista statunitense (Houston, n. 1949)
- Billy Gilman, cantante statunitense (Westerly, n. 1988)
- Rocky Gray, cantante e polistrumentista statunitense (Jacksonville, n. 1974)
- Billy Graziadei, cantante e chitarrista statunitense (Boston, n. 1969)
- William Guest, cantante, cantautore e produttore discografico statunitense (Atlanta, n. 1941 - Detroit, † 2015)
- William Hut, cantante norvegese (n. 1973)
- Little Willie John, cantante e compositore statunitense (Cullendale, n. 1937 - Walla Walla, † 1968)
- Holly Johnson, cantante, scrittore e artista britannico (Liverpool, n. 1960)
- William Mangion, cantante maltese (Naxxar, n. 1958)
- Dan McCafferty, cantante scozzese (Dunfermline, n. 1946 - † 2022)
- Bill McIver, cantante statunitense (Williamsport, n. 1942 - † 2003)
- Blind Willie McTell, cantante, compositore e chitarrista statunitense (Thomson, n. 1901 - Milledgeville, † 1959)
- Bill Medley, cantante e cantautore statunitense (Los Angeles, n. 1940)
- Billy Milano, cantante e bassista statunitense (New York, n. 1964)
- William Michael Morgan, cantante statunitense (Vicksburg, n. 1993)
- Big Bill Morganfield, cantante e chitarrista statunitense (Chicago, n. 1956)
- Billy Murray, cantante statunitense (Filadelfia, n. 1877 - Jones Beach, † 1954)
- Bill Nelson, cantante, musicista e produttore discografico britannico (Wakefield, n. 1948)
- Ray J, cantante e attore statunitense (McComb, n. 1981)
- Oliver, cantante statunitense (North Wilkesboro, n. 1945 - Shreveport, † 2000)
- Don Omar, cantante, rapper e compositore portoricano (Carolina, n. 1978)
- Keith Relf, cantante, chitarrista e armonicista britannico (Londra, n. 1943 - Londra, † 1976)
- Smokey Robinson, cantante statunitense (Detroit, n. 1940)
- William So, cantante e attore cinese (Hong Kong, n. 1967)
- Jermaine Stewart, cantante statunitense (Columbus, n. 1957 - Homewood, † 1997)
- Billy Stewart, cantante, batterista e pianista statunitense (Washington, n. 1937 - Neuse River, † 1970)
- Super Cat, cantante e disc jockey giamaicano (Kingston, n. 1963)

## Cantautori(12)
- Stuart Adamson, cantautore e chitarrista britannico (Manchester, n. 1958 - Honolulu, † 2001)
- Ed Bruce, cantautore e attore statunitense (Keiser, n. 1939 - Clarksville, † 2021)
- Will, cantautore italiano (Vittorio Veneto, n. 1999)
- Billy Corgan, cantautore, musicista e imprenditore statunitense (Chicago, n. 1967)
- William Fitzsimmons, cantautore e musicista statunitense (Pittsburgh, n. 1978)
- Liam Gallagher, cantautore britannico (Manchester, n. 1972)
- Billy Howerdel, cantautore, polistrumentista e produttore discografico statunitense (West Milford, n. 1970)
- Billy Joel, cantautore, pianista e compositore statunitense (New York, n. 1949)
- Ryan Key, cantautore, musicista e produttore discografico statunitense (Jacksonville, n. 1979)
- Axl Rose, cantautore e polistrumentista statunitense (Lafayette, n. 1962)
- Billy Squier, cantautore statunitense (Wellesley, n. 1950)
- Billy Thorpe, cantautore australiano (Manchester, n. 1946 - Sydney, † 2007)

## Cardinali(9)
- William Allen, cardinale inglese (Rossall, n. 1532 - Roma, † 1594)
- William Wakefield Baum, cardinale e arcivescovo cattolico statunitense (Dallas, n. 1926 - Washington, † 2015)
- William John Conway, cardinale e arcivescovo cattolico irlandese (Belfast, n. 1913 - Armagh, † 1977)
- William Godfrey, cardinale e arcivescovo cattolico inglese (Liverpool, n. 1889 - Londra, † 1963)
- William Goh Seng Chye, cardinale e arcivescovo cattolico singaporiano (Singapore, n. 1957)
- William Theodore Heard, cardinale scozzese (Edimburgo, n. 1884 - Roma, † 1973)
- William Joseph Levada, cardinale, arcivescovo cattolico e teologo statunitense (Long Beach, n. 1936 - Roma, † 2019)
- William O'Connell, cardinale e arcivescovo cattolico statunitense (Lowell, n. 1859 - Boston, † 1944)
- William Peto, cardinale britannico (Warwickshire - Londra, † 1558)

## Cavalieri(3)
- William Fox-Pitt, cavaliere britannico (Londra, n. 1969)
- Will Simpson, cavaliere statunitense (Springfield, n. 1959)
- William Steinkraus, cavaliere statunitense (Cleveland, n. 1925 - † 2017)

## Chimici(27)
- William Merriam Burton, chimico statunitense (Cleveland, n. 1865 - Miami, † 1954)
- William Mansfield Clark, chimico statunitense (Tivoli, n. 1884 - Baltimora, † 1964)
- William Crookes, chimico e fisico britannico (Londra, n. 1832 - Londra, † 1919)
- William Cumberland Cruikshank, chimico e anatomista britannico (Edimburgo, n. 1745 - Londra, † 1800)
- William Francis Giauque, chimico statunitense (Niagara Falls, n. 1895 - Berkeley, † 1982)
- William Gossage, chimico inglese (Burgh-le-Marsh, n. 1799 - Dunham Massey, † 1877)
- William Robert Grove, chimico e giurista gallese (Swansea, n. 1811 - Londra, † 1896)
- William J. Hale, chimico e biologo statunitense (n. 1876 - † 1955)
- William Henry, chimico inglese (Manchester, n. 1775 - Pendlebury, † 1836)
- William Francis Hillebrand, chimico statunitense (Honolulu, n. 1853 - † 1925)
- William Hume-Rothery, chimico britannico (Worcester Park, n. 1899 - † 1968)
- William Knowles, chimico statunitense (Taunton, n. 1917 - Chesterfield, † 2012)
- William Küster, chimico tedesco (Lipsia, n. 1863 - Stoccarda, † 1929)
- William Lipscomb, chimico statunitense (Cleveland, n. 1919 - Cambridge, † 2011)
- William Hobson Mills, chimico britannico (n. 1873 - † 1959)
- William Morrison, chimico e imprenditore scozzese (Scozia, n. 1855 - California, † 1927)
- William Nicholson, chimico e saggista inglese (Londra, n. 1753 - Londra, † 1815)
- William Odling, chimico inglese (Southwark, n. 1829 - Oxford, † 1921)
- William Henry Perkin, Jr., chimico inglese (Sudbury, n. 1860 - Oxford, † 1929)
- William Henry Perkin, chimico inglese (Londra, n. 1838 - Harrow, † 1907)
- William Jackson Pope, chimico e cristallografo inglese (Londra, n. 1870 - Cambridge, † 1939)
- William Prout, chimico britannico (Horton, n. 1785 - Londra, † 1850)
- William Ramsay, chimico scozzese (Glasgow, n. 1852 - High Wycombe, † 1916)
- William A. Tilden, chimico britannico (Londra, n. 1842 - Londra, † 1926)
- William Whitaker, chimico e geologo inglese (Londra, n. 1836 - Croydon, † 1925)
- William Hyde Wollaston, chimico e fisico inglese (Dereham, n. 1766 - Chislehurst, † 1828)
- William Christopher Zeise, chimico danese (Slagelse, n. 1789 - Copenaghen, † 1847)

## Chirurghi(10)
- William Bowman, chirurgo e anatomista britannico (Nantwich, n. 1816 - Dorking, † 1892)
- William Cheyne, chirurgo e batteriologo britannico (n. 1852 - † 1932)
- William Cruickshank, chirurgo e chimico scozzese
- William Fitzgerald, chirurgo statunitense (Middletown, n. 1872 - Middletown, † 1942)
- William Stewart Halsted, chirurgo statunitense (New York, n. 1852 - Baltimora, † 1922)
- William Job Collins, chirurgo inglese (Londra, n. 1859 - Londra, † 1946)
- William MacCormac, chirurgo britannico (Belfast, n. 1836 - Bath, † 1901)
- William Heneage Ogilvie, chirurgo britannico (Valparaíso, n. 1887 - † 1971)
- William Fraser Tolmie, chirurgo scozzese (Inverness, n. 1812 - Victoria, † 1886)
- William Wilde, chirurgo e oculista irlandese (Castlerea, n. 1815 - Dublino, † 1876)

## Chitarristi(12)
- William Ackerman, chitarrista e compositore statunitense (Palo Alto, n. 1949)
- Willie Adler, chitarrista statunitense (Richmond, n. 1976)
- Tommy Emmanuel, chitarrista australiano (Muswellbrook, n. 1955)
- Bill Frisell, chitarrista e compositore statunitense (Baltimora, n. 1951)
- Rory Gallagher, chitarrista e cantante irlandese (Ballyshannon, n. 1948 - Londra, † 1995)
- Zoot Horn Rollo, chitarrista statunitense (Palmdale, n. 1948)
- Brent Hinds, chitarrista statunitense (Pelham, n. 1974)
- William Dean Martin, chitarrista statunitense (Annapolis, n. 1981)
- Troy McLawhorn, chitarrista statunitense (n. 1968)
- Boz Scaggs, chitarrista, cantante e compositore statunitense (Canton, n. 1944)
- Bill Steer, chitarrista e cantante britannico (Stockton-on-Tees, n. 1969)
- William Stravato, chitarrista e compositore italiano (Fondi, n. 1968)

## Ciclisti su strada(11)
- William Barta, ciclista su strada statunitense (Boise, n. 1996)
- William Bonnet, ex ciclista su strada francese (Saint-Doulchard, n. 1982)
- William Clarke, ciclista su strada australiano (Campbell Town, n. 1985)
- William Dazzani, ex ciclista su strada e dirigente sportivo italiano (Castel San Pietro Terme, n. 1966)
- William Frischkorn, ex ciclista su strada, ciclocrossista e pistard statunitense (Charlottesville, n. 1981)
- William Hammond, ciclista su strada britannico (Eastbourne, n. 1886 - Coventry, † 1960)
- William Junior Lecerf, ciclista su strada belga (Kapellen, n. 2002)
- William Blume Levy, ciclista su strada e pistard danese (Horsens, n. 2001)
- Chann McRae, ex ciclista su strada e dirigente sportivo statunitense (Austin, n. 1971)
- Frank Southall, ciclista su strada e pistard britannico (Wandsworth, n. 1904 - Hayling Island, † 1964)
- William Tackaert, ex ciclista su strada belga (Zele, n. 1956)

## Clavicembalisti(1)
- William Christie, clavicembalista e direttore d'orchestra statunitense (Buffalo, n. 1944)

## Collezionisti d'arte(1)
- William Tyssen-Amherst, I Barone Amherst di Hackney, collezionista d'arte inglese (Narford Hall, n. 1835 - Londra, † 1909)

## Comici(6)
- Bud Abbott, comico e produttore cinematografico statunitense (Asbury Park, n. 1897 - Woodland Hills, † 1974)
- Bill Burr, comico e attore statunitense (Canton, n. 1968)
- Bill Hader, comico, imitatore e attore statunitense (Tulsa, n. 1978)
- Bill Hicks, comico, cabarettista e musicista statunitense (Valdosta, n. 1961 - Little Rock, † 1994)
- Bill Maher, comico, conduttore televisivo e autore televisivo statunitense (New York, n. 1956)
- Bill Oddie, comico, musicista e naturalista inglese (Rochdale, n. 1941)

## Compositori(39)
- William Albright, compositore, pianista e organista statunitense (Gary, n. 1944 - Ann Arbor, † 1998)
- William Alwyn, compositore, direttore d'orchestra e docente britannico (Northampton, n. 1905 - Southwold, † 1985)
- William Axt, compositore statunitense (New York, n. 1888 - Ukiah, † 1959)
- William Baines, compositore britannico (Horbury, n. 1899 - York, † 1922)
- William Basinski, compositore e musicista statunitense (Houston, n. 1958)
- William Sterndale Bennett, compositore, pianista e direttore d'orchestra inglese (Sheffield, n. 1816 - Londra, † 1875)
- William Bolcom, compositore e pianista statunitense (Seattle, n. 1938)
- William Boyce, compositore e organista inglese (Londra, n. 1711 - † 1779)
- William Brade, compositore, violinista e gambista inglese (n. 1560 - † 1630)
- William Byrd, compositore e organista inglese (Lincolnshire - Stondon Massey, † 1623)
- Big Bill Broonzy, compositore e chitarrista statunitense (Scott, n. 1893 - Chicago, † 1958)
- Bill Conti, compositore, direttore d'orchestra e arrangiatore statunitense (Providence, n. 1942)
- William Cornysh, compositore, drammaturgo e poeta inglese (n. 1465 - † 1523)
- William Cornysh, compositore inglese (n. 1430 - † 1502)
- William Croft, compositore e organista inglese (n. 1678 - † 1727)
- William Finn, compositore, paroliere e librettista statunitense (Boston, n. 1952 - Bennington, † 2025)
- William Flackton, compositore, editore e organista britannico (Canterbury, n. 1709 - Canterbury, † 1798)
- William Gillock, compositore e musicista statunitense (La Russell, n. 1917 - Dallas, † 1993)
- Billy Goldenberg, compositore, arrangiatore e pianista statunitense (Brooklyn, n. 1936 - New York, † 2020)
- W. C. Handy, compositore, cantante e musicista statunitense (Florence, n. 1873 - New York, † 1958)
- William Franke Harling, compositore britannico (Londra, n. 1887 - Sierra Madre, † 1958)
- William Hawte, compositore inglese
- William Horwood, compositore inglese
- William Lava, compositore statunitense (Saint Paul, n. 1911 - Los Angeles, † 1971)
- Bill Lee, compositore, musicista e attore statunitense (Atlanta, n. 1928 - New York, † 2023)
- William Leighton, compositore e editore inglese († 1622)
- Michael Masser, compositore e produttore discografico statunitense (Chicago, n. 1941 - Rancho Mirage, † 2015)
- Billy May, compositore, musicista e trombettista statunitense (Pittsburgh, n. 1916 - San Juan Capistrano, † 2004)
- William Mundy, compositore inglese († 1591)
- William Ross, compositore e arrangiatore statunitense (n. 1948)
- William Savage, compositore, organista e cantante inglese (n. 1720 - † 1789)
- William Schuman, compositore statunitense (New York, n. 1910 - New York, † 1992)
- William Simmes, compositore e musicista inglese
- William Grant Still, compositore e direttore d'orchestra statunitense (Woodville, n. 1895 - Los Angeles, † 1978)
- William T. Stromberg, compositore e direttore d'orchestra statunitense (Oceanside, n. 1964)
- William Tans'ur, compositore e insegnante inglese (Dunchurch, n. 1706 - St Neots, † 1783)
- William Tisdale, compositore inglese (Londra, † 1603)
- William Vincent Wallace, compositore e musicista irlandese (Waterford, n. 1812 - Château de Haget, † 1865)
- William Turner Walton, compositore, direttore d'orchestra e attore inglese (Oldham, n. 1902 - Forio, † 1983)

## Compositori di scacchi(2)
- William Meredith, compositore di scacchi statunitense (Filadelfia, n. 1835 - Folcroft, † 1903)
- William A. Shinkman, compositore di scacchi statunitense (Reichenberg, n. 1847 - Grand Rapids, † 1933)

## Condottieri(2)
- William Pepperrell, condottiero, mercante e politico statunitense (Kittery Point, n. 1696 - Kittery Point, † 1759)
- William Wallace, condottiero e patriota scozzese (Elderslie, n. 1270 - Smithfield, † 1305)

## Conduttori radiofonici(1)
- Bill McLaren, conduttore radiofonico e conduttore televisivo britannico (Hawick, n. 1923 - † 2010)

## Conduttori televisivi(2)
- Billy Bush, conduttore televisivo e conduttore radiofonico statunitense (Los Angeles, n. 1971)
- Bill Grundy, conduttore televisivo e giornalista britannico (Manchester, n. 1923 - Stockport, † 1993)

## Contrabbassisti(1)
- Willie Dixon, contrabbassista statunitense (Vicksburg, n. 1915 - Burbank, † 1992)

## Corsari(1)
- William Wright, corsaro inglese († 1682)

## Costumiste(1)
- William Ivey Long, costumista statunitense (Raleigh, n. 1947)

## Costumisti(2)
- Bill Thomas, costumista statunitense (Chicago, n. 1921 - Beverly Hills, † 2000)
- William Travilla, costumista statunitense (Los Angeles, n. 1920 - Los Angeles, † 1990)

## Crickettisti(5)
- William Anderson, crickettista britannico (Edimburgo, n. 1859 - Edimburgo, † 1943)
- William Attrill, crickettista e calciatore francese (Cowes, n. 1868 - Londra, † 1939)
- William Donne, crickettista britannico (Castle Cary, n. 1876 - Castle Cary, † 1934)
- William Gilbert Grace, crickettista britannico (Bristol, n. 1848 - Londra, † 1915)
- Bill Ponsford, crickettista australiano (Melbourne, n. 1900 - Kyneton, † 1991)

## Criminali(5)
- William T. Anderson, criminale statunitense (n. 1839 - Albany, † 1864)
- William Kemmler, criminale statunitense (Filadelfia, n. 1860 - Auburn, † 1890)
- Billy Milligan, criminale statunitense (Miami Beach, n. 1955 - Columbus, † 2014)
- William O'Neal, criminale statunitense (Chicago, n. 1949 - Chicago, † 1990)
- William Van Poyck, criminale statunitense (Miami, n. 1954 - Raiford, † 2013)

## Critici letterari(3)
- Eric Anderson, critico letterario scozzese (Edimburgo, n. 1936 - † 2020)
- William Crary Brownell, critico letterario statunitense (New York, n. 1851 - Williamstown, † 1928)
- Hugh Kenner, critico letterario canadese (Peterborough, n. 1923 - Athens, † 2003)

## Crittografi(1)
- William Friedman, crittografo statunitense (Chișinău, n. 1891 - Washington, † 1969)

## Culturisti(2)
- William Bonac, culturista ghanese (n. 1982)
- Branch Warren, culturista statunitense (Tyler, n. 1975)

## Curatori editoriali(1)
- William Allen White, curatore editoriale, scrittore e politico statunitense (Emporia, n. 1868 - Emporia, † 1944)

## Danzatori(6)
- William Bracewell, danzatore gallese (Swansea, n. 1991)
- William Chappell, ballerino, scenografo e attore britannico (Wolverhampton, n. 1907 - Rye, † 1994)
- William Dollar, ballerino, coreografo e insegnante statunitense (St. Louis, n. 1907 - Contea di Montgomery,, † 1986)
- William Forsythe, danzatore e coreografo statunitense (New York, n. 1949)
- Willi Ninja, ballerino e coreografo statunitense (New Hyde Park, n. 1961 - New York, † 2006)
- Antony Tudor, ballerino, coreografo e insegnante britannico (Londra, n. 1908 - New York, † 1987)

## Danzatori su ghiaccio(1)
- William McLachlan, ex danzatore su ghiaccio canadese

## Dermatologi(1)
- William Summerlin, dermatologo statunitense (n. 1938)

## Designer(4)
- Bill Mitchell, designer statunitense (Cleveland, n. 1912 - Royal Oak, † 1988)
- William Gualbert Saunders, designer inglese (n. 1837 - † 1923)
- William Towns, designer inglese (n. 1936 - Moreton-in-Marsh, † 1993)
- Willie Williams, designer britannico (Newcastle upon Tyne, n. 1959)

## Diplomatici(19)
- William Pitt Amherst, diplomatico e politico britannico (Bath, n. 1773 - Knole, † 1857)
- William George Aston, diplomatico e iamatologo britannico (Londonderry, n. 1841 - Beer, † 1911)
- William Butterworth Bayley, diplomatico e politico britannico (n. 1781 - St Leonards-on-Sea, † 1860)
- William Wilberforce Bird, diplomatico e politico britannico (n. 1784 - † 1857)
- William Christian Bullitt, diplomatico statunitense (Filadelfia, n. 1891 - Neuilly-sur-Seine, † 1967)
- William Drummond di Logie Almond, diplomatico, politico e letterato britannico (Perth, n. 1770 - Roma, † 1828)
- William Eliot, II conte di St. Germans, diplomatico e politico inglese (Port Eliot, n. 1767 - † 1845)
- William Fawkener, diplomatico inglese (n. 1750 - † 1811)
- William Finch, diplomatico e politico inglese (n. 1731 - † 1766)
- Edward Goschen, diplomatico inglese (Eltham, n. 1847 - Londra, † 1924)
- William Martin Leake, diplomatico, numismatico e antiquario britannico (Londra, n. 1777 - Brighton, † 1860)
- William Plunket, V barone Plunket, diplomatico e politico britannico (Dublino, n. 1864 - Londra, † 1920)
- Bill Richardson, diplomatico e politico statunitense (Pasadena, n. 1947 - Chatham, † 2023)
- William Short, diplomatico e ambasciatore statunitense (n. 1759 - † 1849)
- William Strang, I Barone Strang, diplomatico britannico (n. 1893 - † 1978)
- William Taylor Jr., diplomatico statunitense (Nuovo Messico, n. 1947)
- William Tyrrell, I barone Tyrrell, diplomatico inglese (n. 1866 - † 1947)
- W. A. R. Wood, diplomatico e storico britannico (Blundellsands, n. 1878 - Chiang Mai, † 1970)
- William à Court, I barone Heytesbury, diplomatico e politico britannico (Salisbury, n. 1779 - Heytesbury, † 1860)

## Direttori artistici(1)
- William Fetter, direttore artistico statunitense (n. 1928 - † 2002)

## Direttori d'orchestra(4)
- William Boughton, direttore d'orchestra inglese (Birmingham, n. 1948)
- Willy Ferrero, direttore d'orchestra italiano (Portland, n. 1906 - Roma, † 1954)
- William Galassini, direttore d'orchestra, arrangiatore e compositore italiano (Brisighella, n. 1924 - Bologna, † 1984)
- William Steinberg, direttore d'orchestra tedesco (Colonia, n. 1899 - New York, † 1978)

## Direttori della fotografia(10)
- William H. Daniels, direttore della fotografia statunitense (Cleveland, n. 1901 - Los Angeles, † 1970)
- William Fildew, direttore della fotografia statunitense (n. 1890 - Los Angeles, † 1943)
- William C. Foster, direttore della fotografia statunitense (Bushnell, n. 1880 - Los Angeles, † 1923)
- William A. Fraker, direttore della fotografia statunitense (Los Angeles, n. 1923 - Los Angeles, † 2010)
- W. Howard Greene, direttore della fotografia statunitense (West Warwick, n. 1895 - Los Angeles, † 1956)
- William Lubtchansky, direttore della fotografia francese (Vincennes, n. 1937 - Parigi, † 2010)
- William Marshall, direttore della fotografia statunitense (n. 1885 - Los Angeles, † 1943)
- William C. Mellor, direttore della fotografia statunitense (n. 1903 - Los Angeles, † 1963)
- Bill Pope, direttore della fotografia statunitense (Bowling Green, n. 1952)
- William V. Skall, direttore della fotografia statunitense (Chicago, n. 1897 - Los Angeles, † 1976)

## Dirigenti d'azienda(2)
- William McPherson Allen, dirigente d'azienda e avvocato statunitense (Lolo, n. 1900 - Seattle, † 1985)
- William Salice, dirigente d'azienda e inventore italiano (Casei Gerola, n. 1933 - Pavia, † 2016)

## Dirigenti sportivi(13)
- William Bassett, dirigente sportivo, allenatore di calcio e calciatore inglese (West Bromwich, n. 1869 - West Bromwich, † 1937)
- Billy Beane, dirigente sportivo e ex giocatore di baseball statunitense (Orlando, n. 1962)
- Paul Bearer, dirigente sportivo statunitense (Mobile, n. 1954 - Mobile, † 2013)
- Liam Brady, dirigente sportivo, allenatore di calcio e ex calciatore irlandese (Dublino, n. 1956)
- Billy Evans, dirigente sportivo e arbitro di baseball statunitense (Chicago, n. 1884 - Miami, † 1956)
- Bill Guerin, dirigente sportivo e ex hockeista su ghiaccio statunitense (Worcester, n. 1970)
- Will Harridge, dirigente sportivo statunitense (Chicago, n. 1883 - Evanston, † 1971)
- William Hulbert, dirigente sportivo statunitense (Burlington, n. 1832 - Chicago, † 1882)
- William McGregor, dirigente sportivo scozzese (Braco, n. 1846 - Birmingham, † 1911)
- Tony Parker, dirigente sportivo e ex cestista francese (Bruges, n. 1982)
- Bill Polian, dirigente sportivo statunitense (n. 1942)
- William Thayer Tutt, dirigente sportivo e imprenditore statunitense (Coronado, n. 1912 - El Paso, † 1989)
- William Walker, dirigente sportivo e ex ciclista su strada australiano (Subiaco, n. 1985)

## Disc jockey(3)
- DJ Snake, disc jockey e produttore discografico francese (Parigi, n. 1986)
- DJ Esco, disc jockey e produttore discografico statunitense (Fayetteville, n. 1990)
- Will Sparks, disc jockey e produttore discografico australiano (Melbourne, n. 1993)

## Discoboli(1)
- Ken Carpenter, discobolo statunitense (Compton, n. 1913 - Buena Park, † 1984)

## Divulgatori scientifici(1)
- Bill Nye, divulgatore scientifico, conduttore televisivo e ingegnere statunitense (Washington, n. 1955)

## Doppiatori(4)
- William Conrad, doppiatore, attore e regista statunitense (Louisville, n. 1920 - Los Angeles, † 1994)
- Bill Farmer, doppiatore statunitense (Pratt, n. 1952)
- Billy West, doppiatore statunitense (Detroit, n. 1952)
- Bill Wise, doppiatore statunitense (Lexington, n. 1964)

## Drammaturghi(16)
- William Archer, drammaturgo, critico teatrale e traduttore inglese (Perth, n. 1856 - Londra, † 1924)
- William Bayle Bernard, drammaturgo e critico teatrale inglese (Boston, n. 1807 - Brighton, † 1875)
- William Cartwright, drammaturgo inglese (Northway, n. 1611 - Oxford, † 1643)
- William Congreve, drammaturgo inglese (Bardsey, n. 1670 - Londra, † 1729)
- William C. deMille, drammaturgo, regista e sceneggiatore statunitense (Washington, n. 1878 - Playa del Rey, † 1955)
- William Douglas-Home, drammaturgo e politico britannico (Edimburgo, n. 1912 - Winchester, † 1992)
- Clyde Fitch, drammaturgo e scrittore statunitense (Elmira, n. 1865 - Châlons-en-Champagne, † 1909)
- William Gibson, drammaturgo e scrittore statunitense (New York, n. 1914 - Stockbridge, † 2008)
- William M. Hoffman, drammaturgo, sceneggiatore e librettista statunitense (New York, n. 1939 - New York, † 2017)
- William Inge, drammaturgo, sceneggiatore e scrittore statunitense (Independence, n. 1913 - Los Angeles, † 1973)
- William Anthony McGuire, commediografo, produttore teatrale e sceneggiatore statunitense (Chicago, n. 1881 - Beverly Hills, † 1940)
- William Rowley, drammaturgo e attore teatrale inglese († 1626)
- Willy Russell, drammaturgo, paroliere e compositore britannico (Whiston, n. 1947)
- William Shakespeare, drammaturgo e poeta inglese (Stratford-upon-Avon, n. 1564 - Stratford-upon-Avon, † 1616)
- William Wycherley, commediografo inglese (Clive, n. 1640 - Londra, † 1716)
- William Young, commediografo, scrittore e attore statunitense (n. 1847 - † 1920)

## Economisti(14)
- William Alonso, economista statunitense (Buenos Aires, n. 1933 - Boston, † 1999)
- William L. Anderson, economista statunitense
- William Baumol, economista statunitense (New York, n. 1922 - New York, † 2017)
- William Beveridge, economista e sociologo britannico (Rangpur, n. 1879 - Oxford, † 1963)
- William Cunningham, economista inglese (Edimburgo, n. 1849 - Cambridge, † 1919)
- William Gann, economista statunitense (Lufkin, n. 1878 - Miami, † 1955)
- William Harold Hutt, economista inglese (Londra, n. 1899 - † 1988)
- William Stanley Jevons, economista e logico britannico (Liverpool, n. 1835 - Hastings, † 1882)
- W. Arthur Lewis, economista e docente santaluciano (Castries, n. 1915 - Bridgetown, † 1991)
- Bill Mitchell, economista e docente australiano
- William Nordhaus, economista statunitense (Albuquerque, n. 1941)
- William Sharpe, economista statunitense (Boston, n. 1934)
- William Smart, economista britannico (Barrhead, n. 1853 - † 1915)
- William Vickrey, economista canadese (Victoria, n. 1914 - Harrison, † 1996)

## Editori(8)
- Max Aitken, I barone di Beaverbrook, editore e politico britannico (Toronto, n. 1879 - Leatherhead, † 1964)
- William Bradford, editore e militare statunitense (New York, n. 1719 - Filadelfia, † 1791)
- William James Craig, editore britannico (Macosquin, n. 1843 - Londra, † 1906)
- William Gaines, editore statunitense (New York, n. 1922 - New York, † 1992)
- William Randolph Hearst, editore, imprenditore e politico statunitense (San Francisco, n. 1863 - Beverly Hills, † 1951)
- William Nygaard, editore norvegese (Oslo, n. 1943)
- Maxwell Perkins, editore statunitense (New York, n. 1884 - Stamford, † 1947)
- William Thomas Stead, editore, giornalista e scrittore britannico (Embleton, n. 1849 - Oceano Atlantico, † 1912)

## Educatori(1)
- William Hillcourt, educatore e scrittore danese (Aarhus, n. 1900 - Stoccolma, † 1992)

## Egittologi(4)
- William C. Hayes, egittologo statunitense (Hempstead, n. 1903 - New York, † 1963)
- William J. Murnane, egittologo statunitense (White Plains, n. 1945 - Memphis, † 2000)
- Flinders Petrie, egittologo e archeologo britannico (Charlton, n. 1853 - Gerusalemme, † 1942)
- William Ayres Ward, egittologo statunitense (Chicago, n. 1928 - Providence, † 1996)

## Entomologi(4)
- William Kirby, entomologo inglese (Witnesham, n. 1759 - Barham, † 1850)
- William Sharp Macleay, entomologo inglese (Londra, n. 1792 - Sydney, † 1865)
- William M. Mann, entomologo statunitense (n. 1886 - † 1960)
- William Wheeler, entomologo statunitense (Milwaukee, n. 1865 - † 1937)

## Esploratori(20)
- William H. Ashley, esploratore statunitense (Contea di Powhatan - Boonville, † 1838)
- William John Bankes, esploratore, egittologo e politico britannico (n. 1786 - Venezia, † 1855)
- William Robert Broughton, esploratore britannico (Gloucester, n. 1762 - Firenze, † 1821)
- William George Browne, esploratore inglese (Great Tower Hill, n. 1768 - † 1813)
- William Speirs Bruce, esploratore britannico (Londra, n. 1867 - Edimburgo, † 1921)
- William John Burchell, esploratore e naturalista britannico (Fulham, n. 1781 - Fulham, † 1863)
- William Clark, esploratore statunitense (Ladysmith, n. 1770 - St. Louis, † 1838)
- Ernest Giles, esploratore britannico (Bristol, n. 1835 - Coolgardie, † 1897)
- William Cornwallis Harris, esploratore britannico (Wittersham, n. 1807 - Sarwar, † 1848)
- William Hobson, esploratore e militare irlandese (Waterford, n. 1792 - Auckland, † 1872)
- William Kennedy, esploratore canadese (n. 1814 - Saint Andrews, † 1890)
- William Lashly, esploratore e militare britannico (Hambledon, n. 1867 - Hambledon, † 1940)
- William Cotton Oswell, esploratore inglese (Leytonstone, n. 1818 - Groombridge, † 1893)
- Gifford Palgrave, esploratore e diplomatico britannico (Westminster, n. 1826 - † 1888)
- William Scoresby, esploratore e scienziato britannico (Whitby, n. 1789 - Torquay, † 1857)
- William Stephenson, esploratore britannico (Hull, n. 1889 - Hull, † 1953)
- William Sublette, esploratore statunitense (Stanford, n. 1798 - Saint Louis, † 1845)
- William "Old Bill" Williams, esploratore statunitense (contea di Polk, n. 1787 - Colorado, † 1849)
- William John Wills, esploratore britannico (Totnes, n. 1834 - Cooper Creek, † 1861)
- William H. Willson, esploratore e missionario statunitense (n. 1805 - Salem, † 1856)

## Fantini(2)
- Bay Middleton, fantino inglese (n. 1846 - † 1892)
- Bill Shoemaker, fantino statunitense (Fabens, n. 1931 - San Marino, † 2003)

## Filantropi(1)
- William Ponsonby, II conte di Bessborough, filantropo britannico (Saltash, n. 1704 - Greenwich, † 1793)

## Filosofi(25)
- William Alston, filosofo statunitense (Shreveport, n. 1921 - Jamesville, † 2009)
- William Bartley III, filosofo statunitense (Pittsburgh, n. 1934 - Oakland, † 1990)
- William Lane Craig, filosofo e teologo statunitense (Peoria, n. 1949)
- William Dembski, filosofo, teologo e matematico statunitense (Chicago, n. 1960)
- William Derham, filosofo, teologo e scienziato inglese (Worcester, n. 1657 - Londra, † 1735)
- William Herbert Dray, filosofo canadese (Montréal, n. 1921 - Toronto, † 2009)
- William Duncan, filosofo scozzese (Aberdeen, n. 1717 - Aberdeen, † 1760)
- Will Durant, filosofo, saggista e storico statunitense (North Adams, n. 1885 - Los Angeles, † 1981)
- William Godwin, filosofo e scrittore britannico (Wisbech, n. 1756 - Londra, † 1836)
- William Hatcher, filosofo, matematico e educatore canadese (Charlotte, n. 1935 - Stratford, † 2005)
- William Heytesbury, filosofo, logico e matematico britannico
- William Ernest Hocking, filosofo statunitense (Cleveland, n. 1873 - New Hampshire, † 1966)
- William Quan Judge, filosofo e scrittore irlandese (Dublino, n. 1851 - New York, † 1896)
- William MacAskill, filosofo scozzese (Glasgow, n. 1987)
- William Pepperell Montague, filosofo statunitense (Massachusetts, n. 1873 - New York, † 1953)
- William Paley, filosofo e teologo inglese (Peterborough, n. 1743 - Lincoln, † 1805)
- William Petty, filosofo, medico e economista inglese (Romsey, n. 1623 - Londra, † 1687)
- William David Ross, filosofo e filologo britannico (Thurso, n. 1877 - Oxford, † 1971)
- William Hamilton, filosofo scozzese (Glasgow, n. 1788 - Edimburgo, † 1856)
- William Sweet, filosofo canadese (Edmonton, n. 1955)
- William Thompson, filosofo irlandese (Cork, n. 1775 - † 1833)
- William Wallace, filosofo britannico (Cupar, n. 1844 - Oxford, † 1897)
- William Whewell, filosofo, mineralogista e storico della scienza inglese (Lancaster, n. 1794 - Cambridge, † 1866)
- William Whiston, filosofo, teologo e matematico inglese (Twycross, n. 1667 - Kensington, † 1752)
- William Rowe, filosofo e educatore statunitense (n. 1931 - † 2015)

## Fisarmonicisti(1)
- William Assandri, fisarmonicista italiano (San Secondo Parmense, n. 1934 - San Secondo Parmense, † 2002)

## Fisici(21)
- William Archibald, fisico canadese (Sydney, n. 1912 - Halifax, † 2001)
- William Astbury, fisico inglese (Longton, n. 1898 - Leeds, † 1961)
- William Edward Ayrton, fisico e ingegnere britannico (Londra, n. 1847 - Londra, † 1908)
- William Henry Barlow, fisico inglese (Woolwich, n. 1812 - Charlton, † 1902)
- Granville Beynon, fisico gallese (Dunvant, n. 1914 - Aberystwyth, † 1996)
- William Lawrence Bragg, fisico e cristallografo britannico (Adelaide, n. 1890 - Ipswich, † 1971)
- William Henry Bragg, fisico e chimico britannico (Wigton, n. 1862 - Londra, † 1942)
- William David Coolidge, fisico, ingegnere e inventore statunitense (Hudson, n. 1873 - Schenectady, † 1975)
- William Gilbert, fisico britannico (Colchester, n. 1544 - Londra, † 1603)
- William Happer, fisico britannico (n. 1939)
- William Higinbotham, fisico statunitense (Bridgeport, n. 1910 - Gainesville, † 1994)
- William Nicol, fisico e geologo scozzese (Humbie, n. 1770 - Edimburgo, † 1851)
- William Nierenberg, fisico statunitense (New York, n. 1919 - La Jolla, † 2000)
- William Phillips, fisico statunitense (Wilkes-Barre, n. 1948)
- William Rarita, fisico statunitense (n. 1907 - † 1999)
- William Bradford Shockley, fisico statunitense (Londra, n. 1910 - Stanford, † 1989)
- William Snow Harris, fisico britannico (Plymouth, n. 1791 - † 1867)
- William Sturgeon, fisico e inventore britannico (Whittington, n. 1783 - Prestwich, † 1850)
- William Thomson, I barone Kelvin, fisico, ingegnere e nobile britannico (Belfast, n. 1824 - Largs, † 1907)
- William Unruh, fisico canadese (Winnipeg, n. 1945)
- William Watson, fisico e botanico britannico (Londra, n. 1715 - Londra, † 1787)

## Fisiologi(2)
- William Bayliss, fisiologo britannico (Wolverhampton, n. 1860 - Londra, † 1924)
- William Brinton, fisiologo britannico (Kidderminster, n. 1823 - Londra, † 1867)

## Fondisti(2)
- Bill Koch, ex fondista statunitense (Brattleboro, n. 1955)
- William Poromaa, fondista svedese (Malmberget, n. 2000)

## Fotografi(13)
- William Bell, fotografo statunitense (Liverpool, n. 1830 - Filadelfia, † 1910)
- William Claxton, fotografo statunitense (Pasadena, n. 1927 - † 2008)
- William Eggleston, fotografo statunitense (Memphis, n. 1939)
- William England, fotografo britannico (Londra, † 1896)
- William Garnett, fotografo statunitense (Chicago, n. 1916 - Napa, † 2006)
- William P. Gottlieb, fotografo statunitense (Brooklyn, n. 1917 - New York, † 2006)
- William Hope, fotografo britannico (Crewe, n. 1863 - Salford, † 1933)
- William Nicholson Jennings, fotografo statunitense (Yorkshire, n. 1860 - † 1946)
- William Klein, fotografo e regista statunitense (New York, n. 1926 - Parigi, † 2022)
- Billy Name, fotografo e regista statunitense (Poughkeepsie, n. 1940 - † 2016)
- William Mumler, fotografo statunitense (Boston, n. 1832 - Boston, † 1884)
- William James Topley, fotografo canadese (Montreal, n. 1845 - Vancouver, † 1930)
- William Wegman, fotografo statunitense (Holyoke, n. 1943)

## Fotoreporter(1)
- William Eugene Smith, fotoreporter statunitense (Wichita, n. 1918 - Tucson, † 1978)

## Fumettisti(13)
- Bob Brown, fumettista statunitense (n. 1915 - † 1977)
- Will Eisner, fumettista statunitense (New York, n. 1917 - Lauderdale Lakes, † 2005)
- Bill Everett, fumettista statunitense (Cambridge, n. 1917 - † 1973)
- Bill Parker, fumettista statunitense (East Orange, n. 1911 - New York, † 1963)
- Norman Pett, fumettista britannico (Birmingham, n. 1891 - Cuckfield, † 1960)
- Marshall Rogers, fumettista e illustratore statunitense (Queens, n. 1950 - Fremont, † 2007)
- William Tucci, fumettista, sceneggiatore e regista statunitense (New York, n. 1966)
- William Van Horn, fumettista statunitense (Oakland, n. 1939)
- William Vance, fumettista belga (Anderlecht, n. 1935 - Santander, † 2018)
- Bill Walsh, fumettista e sceneggiatore statunitense (New York, n. 1913 - Los Angeles, † 1975)
- William Albert Ward, fumettista e animatore britannico (Waddesdon, n. 1887 - † 1958)
- Bill Watterson, fumettista statunitense (Washington, n. 1958)
- Bill Willingham, fumettista, illustratore e scrittore statunitense (Fort Belvoir, n. 1956)

## Funzionari(3)
- William Bigod, funzionario normanno (Normandia - La Manica, † 1120)
- William Emmette Coleman, funzionario e orientalista statunitense (Shadwell, n. 1843 - † 1909)
- William Hay Macnaghten, funzionario britannico (n. 1793 - † 1841)

## Generali(49)
- William Alexander, generale statunitense (New York, n. 1726 - Albany, † 1783)
- William W. Averell, generale statunitense (Cameron, n. 1832 - Bath, † 1900)
- William Worth Belknap, generale e politico statunitense (Newburgh, n. 1829 - Washington, † 1890)
- William Birdwood, I barone Birdwood, generale britannico (Khadki, n. 1865 - Londra, † 1951)
- William G. Boykin, generale statunitense (Wilson, n. 1948)
- William Cathcart, I conte Cathcart, generale e diplomatico britannico (Londra, n. 1755 - Glasgow, † 1843)
- William C. Chase, generale statunitense (Providence, n. 1895 - † 1986)
- William Darby, generale statunitense (Fort Smith, n. 1911 - Torbole, † 1945)
- William E. DePuy, generale statunitense (Jamestown, n. 1919 - Arlington, † 1992)
- William Joseph Donovan, generale e agente segreto statunitense (Buffalo, n. 1883 - Washington, † 1959)
- Sholto Douglas, generale britannico (Headington, n. 1893 - Royal Tunbridge Wells, † 1969)
- William Draper, generale inglese (Bristol, n. 1721 - Bristol, † 1787)
- William Duthie Morgan, generale britannico (Edimburgo, n. 1891 - Londra, † 1977)
- William George Keith Elphinstone, generale britannico (Scozia, n. 1782 - Afghanistan, † 1842)
- William G. Everson, generale statunitense (Wooster, n. 1879 - Portland, † 1954)
- William F. Garrison, generale statunitense (Mineral Wells, n. 1944)
- William Gott, generale britannico (Leeds, n. 1897 - vicino ad Alessandria d'Egitto, † 1942)
- William Joseph Hardee, generale statunitense (contea di Camden, n. 1815 - Wytheville, † 1873)
- William S. Harney, generale statunitense (Contea di Davidson, n. 1800 - Orlando, † 1889)
- William Henry Harrison, generale e politico statunitense (Contea di Charles City, n. 1773 - Washington, † 1841)
- William B. Hazen, generale statunitense (West Hartford, n. 1830 - Washington, † 1887)
- William Horwood, generale e poliziotto britannico (Broadwater, n. 1868 - West Mersea, † 1943)
- William Howe, generale, politico e nobile britannico (Reading, n. 1729 - Twickenham, † 1814)
- William Hull, generale e politico statunitense (Derby, n. 1753 - Newton, † 1825)
- William Johnson, generale e politico irlandese (Meath, n. 1715 - Johnstown, † 1774)
- William C. Lee, generale statunitense (Dunn, n. 1895 - Dunn, † 1948)
- William Henry Fitzhugh Lee, generale e politico statunitense (Arlington House, n. 1837 - Ravensworth, † 1891)
- Billy Mitchell, generale statunitense (Nizza, n. 1879 - New York, † 1936)
- William Francis Patrick Napier, generale e storico britannico (Celbridge, n. 1785 - Clapham, † 1860)
- William Dorsey Pender, generale statunitense (Contea di Edgecombe, n. 1834 - Staunton, † 1863)
- William Nelson Pendleton, generale statunitense (Richmond, n. 1809 - Lexington, † 1883)
- William Peyton, generale britannico (n. 1866 - † 1931)
- William Platt, generale inglese (Brooklands, Cheshire, n. 1885 - Londra, † 1975)
- William Wain Prior, generale danese (Copenaghen, n. 1876 - Frederiksberg, † 1946)
- William Pulteney, generale britannico (n. 1861 - † 1941)
- William B. Rosson, generale statunitense (Des Moines, n. 1918 - Salem, † 2004)
- William Rupertus, generale statunitense (Washington, n. 1889 - Quantico, † 1945)
- William Rufus Shafter, generale statunitense (Galesburg, n. 1835 - Bakersfield, † 1906)
- William Shepard, generale e politico statunitense (Westfield, n. 1737 - Westfield, † 1817)
- William Tecumseh Sherman, generale, dirigente d'azienda e educatore statunitense (Lancaster, n. 1820 - New York, † 1891)
- William Hood Simpson, generale statunitense (Weatherford, n. 1888 - San Antonio, † 1980)
- William Slim, generale britannico (Bristol, n. 1891 - Londra, † 1970)
- William Penn Symons, generale britannico (n. 1843 - † 1899)
- William Booth Taliaferro, generale e avvocato statunitense (Contea di Gloucester, n. 1822 - Contea di Gloucester, † 1898)
- William Westmoreland, generale statunitense (Saxon, n. 1914 - Charleston, † 2005)
- William Henry Mackinnon, generale inglese (n. 1852 - † 1929)
- William Fenwick Williams, generale e politico inglese (Annapolis Royal, n. 1800 - Londra, † 1883)
- William Jenkins Worth, generale statunitense (Hudson, n. 1794 - San Antonio, † 1849)
- William Yarborough, generale statunitense (Seattle, n. 1912 - Southern Pines, † 2005)

## Genetisti(1)
- William Bateson, genetista britannico (Whitby, n. 1861 - Londra, † 1926)

## Geodeti(1)
- William Bowie, geodeta statunitense (Annapolis Junction, n. 1872 - Washington, † 1940)

## Geografi(1)
- William Morris Davis, geografo e geologo statunitense (Filadelfia, n. 1850 - Pasadena, † 1934)

## Geologi(8)
- William Thomas Blanford, geologo e naturalista inglese (n. 1832 - † 1905)
- William John Hamilton, geologo e archeologo inglese (Wishaw, n. 1805 - † 1867)
- Guglielmo Jervis, geologo e ingegnere inglese (Bombay, n. 1832 - Torino, † 1906)
- William King, geologo irlandese (Hartlepool, n. 1809 - Galway, † 1886)
- William Phillips, geologo britannico (Londra, n. 1775 - † 1828)
- William Barton Rogers, geologo statunitense (Filadelfia, n. 1804 - Boston, † 1882)
- William Smith, geologo inglese (Churchill, n. 1769 - Northampton, † 1839)
- William Thomson, geologo inglese (n. 1760 - Palermo, † 1806)

## Gesuiti(3)
- William Dalton, gesuita e biblista australiano (Benalla, n. 1916 - † 2004)
- William Fulco, gesuita, linguista e glottoteta statunitense (Los Angeles, n. 1936 - Los Gatos, † 2021)
- William O'Malley, gesuita statunitense (Buffalo, n. 1931 - Newton, † 2023)

## Giavellottisti(2)
- Bill Miller, giavellottista statunitense (Lawnside, n. 1930 - Apache Junction, † 2016)
- Bill Schmidt, ex giavellottista statunitense (Muse, n. 1947)

## Ginecologi(2)
- William Howell Masters, ginecologo e sessuologo statunitense (Cleveland, n. 1915 - Tucson, † 2001)
- William Smellie, ginecologo scozzese (Lanark, n. 1697 - Lanark, † 1763)

## Ginnasti(12)
- William Andelfinger, ginnasta e multiplista statunitense (St. Louis, n. 1880 - St. Louis, † 1968)
- William Berwald, ginnasta e multiplista statunitense (Cleveland, n. 1874 - Los Angeles, † 1963)
- William Connor, ginnasta inglese (Bethnal Green, n. 1869 - Purley, † 1964)
- William Cowhig, ginnasta britannico (Maesteg, n. 1887 - Rugby, † 1964)
- Bill Denton, ginnasta statunitense (Collinsville, n. 1911 - Washington, † 1946)
- William Friedrich, ginnasta e multiplista statunitense (Berlino, n. 1876)
- William Herzog, ginnasta e multiplista statunitense
- William Horschke, ginnasta e multiplista statunitense (Neu-Isenburg, n. 1879 - Contea di Cook, † 1956)
- William Kruppinger, ginnasta e multiplista statunitense
- William Merz, ginnasta e multiplista statunitense (Red Bud, n. 1878 - Overland, † 1946)
- William Traband, ginnasta e multiplista statunitense
- William Tritschler, ginnasta e multiplista statunitense (St. Louis, n. 1873 - † 1939)

## Giocatori di baseball(23)
- Lance Berkman, ex giocatore di baseball statunitense (Waco, n. 1976)
- Bill Buckner, giocatore di baseball statunitense (Vallejo, n. 1949 - Boise, † 2019)
- Roger Clemens, ex giocatore di baseball statunitense (Dayton, n. 1962)
- Candy Cummings, giocatore di baseball statunitense (Ware, n. 1848 - Toledo, † 1924)
- Bill Dickey, giocatore di baseball e allenatore di baseball statunitense (Bastrop, n. 1907 - Little Rock, † 1993)
- Buck Ewing, giocatore di baseball e allenatore di baseball statunitense (Hoagland, n. 1859 - Cincinnati, † 1906)
- Bill Foster, giocatore di baseball statunitense (Calvert, n. 1904 - Lorman, † 1978)
- Dexter Fowler, giocatore di baseball statunitense (Atlanta, n. 1986)
- Bill Freehan, giocatore di baseball statunitense (Detroit, n. 1941 - Walloon Lake, † 2021)
- Billy Hamilton, giocatore di baseball statunitense (Newark, n. 1866 - Worcester, † 1940)
- Will Harris, giocatore di baseball statunitense (Houston, n. 1984)
- Billy Herman, giocatore di baseball e allenatore di baseball statunitense (New Albany, n. 1909 - West Palm Beach, † 1992)
- Dummy Hoy, giocatore di baseball statunitense (Houcktown, n. 1862 - Cincinnati, † 1961)
- Judy Johnson, giocatore di baseball statunitense (Snow Hill, n. 1899 - Wilmington, † 1989)
- Wee Willie Keeler, giocatore di baseball e allenatore di baseball statunitense (Brooklyn, n. 1872 - Brooklyn, † 1923)
- Bill Mazeroski, giocatore di baseball statunitense (Wheeling, n. 1936)
- Bill McCahan, giocatore di baseball e cestista statunitense (Filadelfia, n. 1921 - Fort Worth, † 1986)
- Bill McKechnie, giocatore di baseball e allenatore di baseball statunitense (Wilkinsburg, n. 1886 - Bradenton, † 1965)
- D.J. Mitchell, giocatore di baseball statunitense (Winston-Salem, n. 1987)
- Wil Myers, giocatore di baseball statunitense (Thomasville, n. 1990)
- Josh Reddick, giocatore di baseball statunitense (Savannah, n. 1987)
- Will Smith, giocatore di baseball statunitense (Louisville, n. 1995)
- Bill Terry, giocatore di baseball e allenatore di baseball statunitense (Atlanta, n. 1898 - Jacksonville, † 1989)

## Giocatori di biliardo(1)
- Willie Mosconi, giocatore di biliardo statunitense (Filadelfia, n. 1913 - Haddon Heights, † 1993)

## Giocatori di calcio a 5(2)
- William Arne Hanssen, giocatore di calcio a 5 e calciatore norvegese (n. 1998)
- Robbie Tice, giocatore di calcio a 5 e ex calciatore canadese (White Rock, n. 1990)

## Giocatori di curling(3)
- William Brown, giocatore di curling britannico
- William Jackson, giocatore di curling britannico (Lamington, n. 1871 - Symington, † 1955)
- Bill Strum, giocatore di curling statunitense (Bemidji, n. 1938 - Superior, † 2010)

## Giocatori di football australiano(1)
- Bill McCabe, giocatore di football australiano e pallanuotista australiano (Melbourne, n. 1935 - † 2023)

## Giocatori di lacrosse(4)
- Billy Brennagh, giocatore di lacrosse canadese (Brampton, n. 1877 - Hamilton, † 1934)
- Billy Burns, giocatore di lacrosse canadese (East Oxford, n. 1875 - Winnipeg, † 1953)
- William Partridge, giocatore di lacrosse statunitense
- William Passmore, giocatore di lacrosse statunitense (St. Louis, n. 1886 - St. Louis, † 1955)

## Giocatori di poker(2)
- Billy Baxter, giocatore di poker statunitense (Augusta, n. 1940)
- Bill Boyd, giocatore di poker statunitense (n. 1906 - Las Vegas, † 1997)

## Giocatori di polo(1)
- Guillermo Naylor, giocatore di polo argentino (Buenos Aires, n. 1884 - Buenos Aires, † 1976)

## Giornalisti(18)
- Bill Apter, giornalista e fotografo statunitense (Bronx, New York, n. 1945)
- William Beccaro, giornalista italiano (Camposampiero, n. 1973)
- William Blum, giornalista, scrittore e storico statunitense (New York, n. 1933 - Arlington, † 2018)
- William Bonner, giornalista, scrittore e conduttore televisivo brasiliano (Ribeirão Preto, n. 1963)
- Bill Bryson, giornalista e scrittore statunitense (Des Moines, n. 1951)
- Bill Emmott, giornalista e saggista britannico (Dulverton, n. 1956)
- William Fotheringham, giornalista britannico (Londra, n. 1965)
- Will Irwin, giornalista e scrittore statunitense (Oneida, n. 1873 - Greenwich Village, † 1948)
- Dennis King, giornalista statunitense (Durham, n. 1941)
- William Kristol, giornalista statunitense (New York City, n. 1952)
- William Lane, giornalista britannico (Bristol, n. 1861 - Oceano Atlantico, † 1917)
- William Langewiesche, giornalista, saggista e antropologo statunitense (Sharon, n. 1955 - East Lyme, † 2025)
- William Lloyd Garrison, giornalista statunitense (Newburyport, n. 1805 - New York, † 1879)
- Bill O'Reilly, giornalista, conduttore televisivo e opinionista statunitense (New York, n. 1949)
- William Howard Russell, giornalista irlandese (Dublino, n. 1820 - Londra, † 1907)
- William L. Shirer, giornalista e storico statunitense (Chicago, n. 1904 - Boston, † 1993)
- William Lindsay White, editorialista e scrittore statunitense (Emporia, n. 1900 - Emporia, † 1973)
- William Wilson, giornalista e allenatore di pallanuoto britannico (Londra, n. 1844 - Glasgow, † 1912)

## Giuristi(9)
- William Anson, giurista inglese (Walberton, n. 1843 - Oxford, † 1914)
- William Walker Atkinson, giurista e filosofo statunitense (Baltimora, n. 1862 - Los Angeles, † 1932)
- William Barclay, giurista scozzese (Aberdeenshire, n. 1546 - Angers, † 1608)
- William Blackstone, giurista britannico (Londra, n. 1723 - Wallingford, † 1780)
- William Hunt, giurista inglese (n. 1766 - † 1852)
- William Marbury, giurista statunitense (Piscataway, n. 1762 - contea di Prince George's, † 1835)
- William Rehnquist, giurista statunitense (Milwaukee, n. 1924 - Arlington, † 2005)
- William Schabas, giurista canadese (Cleveland, n. 1950)
- William Sheppard, giurista britannico (n. 1595 - † 1674)

## Golfisti(12)
- William Burton, golfista statunitense (Vicksburg, n. 1875 - Denver, † 1914)
- William Dove, golfista britannico (Pinner, n. 1872 - Worthing, † 1944)
- William Groseclose, golfista statunitense (Salisbury, n. 1858)
- Todd Hamilton, golfista statunitense (Galesburg, n. 1965)
- Ben Hogan, golfista statunitense (Stephenville, n. 1912 - Fort Worth, † 1997)
- Billy Horschel, golfista statunitense (Grant-Valkaria, n. 1986)
- Willie Park Sr., golfista scozzese (Wallyford, n. 1833 - † 1903)
- Bill Rogers, golfista statunitense (Waco, n. 1951)
- William Smith, golfista statunitense (Filadelfia, n. 1865 - Lower Merion, † 1936)
- Payne Stewart, golfista statunitense (Springfield, n. 1957 - Mina, † 1999)
- Art Stickney, golfista statunitense (St. Louis, n. 1879 - St. Louis, † 1944)
- William Withers, golfista statunitense (Lexington, n. 1864 - Orlando, † 1933)

## Grecisti(1)
- William D. Mounce, grecista e biblista statunitense (Pasadena, n. 1953)

## Hockeisti su ghiaccio(34)
- William Anderson, hockeista su ghiaccio britannico (Nantwich, n. 1901 - Birkenhead, † 1983)
- Bill Barber, ex hockeista su ghiaccio e allenatore di hockey su ghiaccio canadese (Callander, n. 1952)
- Bill Barilko, hockeista su ghiaccio canadese (Timmins, n. 1927 - Cochrane, † 1951)
- William Chalmers, hockeista su ghiaccio e allenatore di hockey su ghiaccio canadese (Stratford, n. 1934 - † 1994)
- William Christian, ex hockeista su ghiaccio statunitense (Warroad, n. 1938)
- William Cleary, ex hockeista su ghiaccio statunitense (Cambridge, n. 1934)
- Bill Cockburn, hockeista su ghiaccio canadese (Toronto, n. 1902 - Winnipeg, † 1975)
- Bill Collins, ex hockeista su ghiaccio canadese (Ottawa, n. 1943)
- Bill Cook, hockeista su ghiaccio canadese (Brantford, n. 1895 - Kingston, † 1986)
- Billy Dawe, hockeista su ghiaccio canadese (Cochrane, n. 1924 - Edmonton, † 2013)
- Bill Durnan, hockeista su ghiaccio e allenatore di hockey su ghiaccio canadese (Toronto, n. 1916 - † 1972)
- William Eklund, hockeista su ghiaccio svedese (Haninge, n. 2002)
- Bill Flett, hockeista su ghiaccio canadese (Vermilion, n. 1943 - Edmonton, † 1999)
- Dan Frawley, ex hockeista su ghiaccio canadese (Sturgeon Falls, n. 1962)
- Bill Gadsby, hockeista su ghiaccio canadese (Calgary, n. 1927 - Farmington Hills, † 2016)
- Cutter Gauthier, hockeista su ghiaccio statunitense (Skellefteå, n. 2004)
- Bill Goldsworthy, hockeista su ghiaccio e allenatore di hockey su ghiaccio canadese (Waterloo, n. 1944 - Minneapolis, † 1996)
- Bill Hajt, ex hockeista su ghiaccio canadese (Saskatoon, n. 1951)
- Hinky Harris, hockeista su ghiaccio e allenatore di hockey su ghiaccio canadese (Toronto, n. 1936 - Toronto, † 2001)
- Bill Hay, hockeista su ghiaccio e dirigente sportivo canadese (Saskatoon, n. 1935 - Calgary, † 2024)
- Bill Hicke, hockeista su ghiaccio canadese (Regina, n. 1938 - Regina, † 2005)
- Bill MacMillan, hockeista su ghiaccio, allenatore di hockey su ghiaccio e dirigente sportivo canadese (Charlottetown, n. 1943 - Charlottetown, † 2023)
- Willie Marshall, hockeista su ghiaccio canadese (Kirkland Lake, n. 1931 - Lebanon, † 2023)
- Bill Masterton, hockeista su ghiaccio canadese (Winnipeg, n. 1938 - Edina, † 1968)
- William Nylander, hockeista su ghiaccio svedese (Calgary, n. 1996)
- Beattie Ramsay, hockeista su ghiaccio canadese (Lumsden, n. 1895 - Regina, † 1952)
- William Rapuzzi, hockeista su ghiaccio statunitense (Anchorage, n. 1990)
- Buzz Schneider, ex hockeista su ghiaccio statunitense (Grand Rapids, n. 1954)
- Alex Sinclair, hockeista su ghiaccio canadese (Liverpool, n. 1911 - Kettering, † 2002)
- Billy Smith, ex hockeista su ghiaccio canadese (Perth, n. 1950)
- Hod Stuart, hockeista su ghiaccio canadese (Ottawa, n. 1879 - Baia di Quinte, † 1907)
- Billy Taylor Jr., hockeista su ghiaccio canadese (Kincaid, n. 1942 - † 1979)
- Bill Thomas, ex hockeista su ghiaccio statunitense (Pittsburgh, n. 1983)
- Bill Thomson, hockeista su ghiaccio canadese (Troon, n. 1914 - † 1993)

## Hockeisti su prato(1)
- William Goodsir-Cullen, hockeista su prato indiano (Ferozepur, n. 1907 - Wyoming, Nuovo Galles del Sud, † 1994)

## Igienisti(1)
- William Crawford Gorgas, igienista e generale statunitense (Toulminville, n. 1854 - Londra, † 1920)

## Illustratori(6)
- William Ascroft, illustratore britannico (n. 1832 - † 1914)
- William Wallace Denslow, illustratore statunitense (Filadelfia, n. 1856 - New York, † 1915)
- Heath Robinson, illustratore e fumettista britannico (Islington, n. 1872 - † 1944)
- Willy Pogany, illustratore e scenografo ungherese (Seghedino, n. 1882 - New York, † 1955)
- William Steig, illustratore, scultore e scrittore statunitense (New York, n. 1907 - Boston, † 2003)
- William Stout, illustratore e scenografo statunitense (Salt Lake City, n. 1949)

## Immunologi(1)
- William Frankland, immunologo britannico (Battle, n. 1912 - Londra, † 2020)

## Imprenditori(46)
- Bill Ackman, imprenditore statunitense (Chappaqua, n. 1966)
- William Arrol, imprenditore e politico scozzese (Houston, n. 1839 - Seafield, † 1913)
- William Backhouse Astor, imprenditore statunitense (New York, n. 1792 - New York, † 1875)
- William B. Strong, imprenditore statunitense (Brownington, n. 1837 - Los Angeles, † 1914)
- William Beardmore, imprenditore e filantropo britannico (Deptford, n. 1856 - Strathnairn, † 1936)
- William Beckford di Somerley, imprenditore e scrittore giamaicano (Giamaica, n. 1744 - Londra, † 1799)
- William Bent, imprenditore statunitense (Saint Louis, n. 1809 - Kansas City, † 1869)
- William Boeing, imprenditore e pioniere dell'aviazione statunitense (Detroit, n. 1881 - Seattle, † 1956)
- William A. Brady, imprenditore, impresario teatrale e produttore cinematografico statunitense (San Francisco, n. 1863 - New York, † 1950)
- Bill Browder, imprenditore statunitense (Princeton, n. 1964)
- Harper Carter, imprenditore e attore statunitense (n. 1939)
- William Clayton, imprenditore e funzionario statunitense (Tupelo, n. 1880 - Houston, † 1966)
- Bill Clements, imprenditore e politico statunitense (Dallas, n. 1917 - Dallas, † 2011)
- William Young Craig, imprenditore e politico inglese (Haggerston, n. 1827 - Wrexham, † 1924)
- Bill Davidson, imprenditore e dirigente sportivo statunitense (Detroit, n. 1922 - Bloomfield Hills, † 2009)
- William Franklin Draper, imprenditore, diplomatico e politico statunitense (Lowell, n. 1842 - Washington, † 1910)
- William Duesbury, imprenditore inglese (n. 1725 - † 1786)
- William C. Durant, imprenditore statunitense (Boston, n. 1861 - New York, † 1947)
- William Phelps Eno, imprenditore statunitense (n. 1858 - † 1945)
- Bill Gates, imprenditore, programmatore e informatico statunitense (Seattle, n. 1955)
- W. Averell Harriman, imprenditore, diplomatico e politico statunitense (New York, n. 1891 - Yorktown Heights, † 1986)
- Trip Hawkins, imprenditore statunitense (Pasadena, n. 1953)
- Bill Hewlett, imprenditore e ingegnere statunitense (Ann Arbor, Michigan, n. 1913 - Palo Alto, California, † 2001)
- Barron Hilton, imprenditore statunitense (Dallas, n. 1927 - Los Angeles, † 2019)
- William Wadsworth Hodkinson, imprenditore statunitense (Independence, n. 1881 - Los Angeles, † 1971)
- Will Keith Kellogg, imprenditore statunitense (Battle Creek, n. 1860 - Battle Creek, † 1951)
- William Kissam Vanderbilt, imprenditore statunitense (New York, n. 1849 - Parigi, † 1920)
- William Todd Lithgow, imprenditore britannico (n. 1854 - † 1928)
- William Lyons, imprenditore e designer britannico (Blackpool, n. 1902 - Leamington Spa, † 1985)
- William Metzger, imprenditore statunitense (Peru, n. 1868 - † 1933)
- William Morris, imprenditore britannico (Worcester, n. 1877 - Nuffield, † 1963)
- William Doud Packard, imprenditore statunitense (Warren, n. 1861 - † 1923)
- William S. Paley, imprenditore statunitense (Chicago, n. 1901 - New York, † 1990)
- William Isaac Palmer, imprenditore e filantropo inglese (Long Sutton, n. 1824 - Reading, † 1893)
- William Payne Whitney, imprenditore e filantropo statunitense (New York, n. 1876 - Manhasset, † 1927)
- William Pirrie, imprenditore irlandese (Québec, n. 1847 - Cuba, † 1924)
- William Rittenhouse, imprenditore tedesco (Broich, n. 1644 - Germantown, † 1708)
- William Avery Rockefeller, imprenditore statunitense (Granger, n. 1810 - Freeport, † 1906)
- Will Shu, imprenditore statunitense (n. 1979)
- William Still, imprenditore, scrittore e storico statunitense (Contea di Burlington, n. 1819 - Filadelfia, † 1902)
- William Henry Vanderbilt, imprenditore statunitense (New Brunswick, n. 1821 - New York, † 1885)
- William Verity Jr., imprenditore e politico statunitense (Middletown, n. 1917 - Beaufort, † 2007)
- William Willett, imprenditore britannico (Farnham, n. 1856 - † 1915)
- William Backhouse Astor, Jr., imprenditore statunitense (New York, n. 1829 - Parigi, † 1892)
- William Wilson, imprenditore statunitense (n. 1921 - † 2015)
- William Wirt Winchester, imprenditore statunitense (Baltimora, n. 1837 - New Haven, † 1881)

## Incisori(4)
- William Caslon, incisore britannico (Halles-Owen, n. 1692 - Bethnal Green, † 1766)
- William Faithorne, incisore e pittore inglese (Londra, n. 1616 - † 1691)
- William Holl, incisore inglese (Plainstow, n. 1807 - † 1871)
- William Wynne Ryland, incisore inglese (Londra, n. 1732 - Tyburn, † 1783)

## Informatici(4)
- Bill Atkinson, programmatore statunitense (Los Gatos, n. 1951 - Portola Valley, † 2025)
- William H. Inmon, informatico statunitense (San Diego, n. 1945)
- Bill Joy, informatico statunitense (Detroit, n. 1954)
- William John Sullivan, programmatore e hacker statunitense (Stati Uniti d'America, n. 1976)

## Ingegneri(24)
- William George Armstrong, ingegnere, inventore e imprenditore britannico (Newcastle upon Tyne, n. 1810 - Cragside, † 1900)
- William Barbey, ingegnere svizzero (Genthod, n. 1842 - Chambésy, † 1914)
- William Hawley Bowlus, ingegnere, progettista e imprenditore statunitense (Ohio, n. 1896 - Long Beach, † 1967)
- William Ashley Bradfield, ingegnere e astronomo neozelandese (Levin, n. 1927 - † 2014)
- William Brown, ingegnere inglese (n. 1928 - Londra, † 2005)
- William R. Cosentini, ingegnere e imprenditore statunitense (Brooklyn, n. 1911 - Queens, † 1954)
- William Dean, ingegnere britannico (n. 1840 - † 1905)
- William Edwards Deming, ingegnere, saggista e dirigente d'azienda statunitense (Sioux City, n. 1900 - Washington, † 1993)
- William Dzus, ingegnere ucraino (Černychivci, n. 1895 - New York, † 1964)
- William Froude, ingegnere britannico (Dartington, n. 1810 - Simon's Town, † 1879)
- William Gowland, ingegnere e archeologo britannico (Sunderland, n. 1842 - Londra, † 1922)
- William Daniel Hillis, ingegnere statunitense (Baltimora, n. 1956)
- William Justin Kroll, ingegnere lussemburghese (Esch-sur-Alzette, n. 1889 - Bruxelles, † 1973)
- Bill Mensch, ingegnere statunitense (Quakertown, n. 1945)
- William F. Milliken Jr., ingegnere e pilota automobilistico statunitense (Old Town, n. 1911 - † 2012)
- William Mulholland, ingegnere irlandese (Belfast, n. 1855 - Los Angeles, † 1935)
- William Murdoch, ingegnere scozzese (Lugar, n. 1754 - Handsworth, † 1839)
- William Rankine, ingegnere e fisico scozzese (Edimburgo, n. 1820 - Glasgow, † 1872)
- William Sellers, ingegnere statunitense (Upper Darby, n. 1824 - Filadelfia, † 1905)
- William Stanier, ingegnere inglese (Swindon, n. 1876 - Watford, † 1965)
- William Symonds, ingegnere inglese (Bury St Edmunds, n. 1782 - Stretto di Bonifacio, † 1856)
- William Tierney Clark, ingegnere britannico (Bristol, n. 1783 - Londra, † 1852)
- William Tritton, ingegnere britannico (Islington, n. 1875 - Lincoln, † 1946)
- Bill Wall, ingegnere e scacchista statunitense (Raymond, n. 1951)

## Insegnanti(6)
- William R. Forstchen, docente e romanziere statunitense (Newark, n. 1950)
- William Grocyn, docente e educatore inglese (Colerne, n. 1446 - Maidstone, † 1519)
- William Holmes McGuffey, insegnante statunitense (Contea di Washington, n. 1800 - Charlottesville, † 1873)
- William Morgan, docente e inventore statunitense (Lockport, n. 1870 - Lockport, † 1942)
- William J. Neidig, docente, poeta e scrittore statunitense (n. 1870 - † 1955)
- William Strunk, insegnante statunitense (Cincinnati, n. 1869 - † 1946)

## Inventori(12)
- William Seward Burroughs, inventore statunitense (Rochester - Citronelle, † 1898)
- William Congreve, inventore inglese (Middlesex, n. 1772 - Tolosa, † 1828)
- William Fothergill Cooke, inventore britannico (Ealing, n. 1806 - Farnham, † 1878)
- William Cotton, inventore inglese (Leyton, n. 1817 - Leytonstone, † 1887)
- William Ged, inventore e orafo britannico (Edimburgo, n. 1699 - Leith, † 1749)
- William Greener, inventore britannico (Felling, n. 1806 - Newcastle upon Tyne, † 1869)
- William Hale, inventore inglese (Colchester, n. 1797 - Londra, † 1870)
- William Kamkwamba, inventore e scrittore malawiano (Dowa, n. 1987)
- William Kelly, inventore statunitense (Pittsburgh, n. 1811 - Louisville, † 1888)
- William Lee, inventore inglese (Calverton, n. 1563 - Parigi, † 1614)
- William Starke Rosecrans, inventore, diplomatico e politico statunitense (Little Taylor Run, n. 1819 - Rancho Sausal Redondo, † 1898)
- William Fox Talbot, inventore e fotografo inglese (Melbury, n. 1800 - Lacock, † 1877)

## Investigatori(1)
- Guy Banister, investigatore statunitense (Monroe, n. 1901 - New Orleans, † 1964)

## Librettisti(1)
- William Hauptman, librettista e drammaturgo statunitense (Wichita Falls, n. 1942)

## Linguisti(7)
- Sidney Allen, linguista e glottologo britannico (n. 1918 - † 2004)
- William Rainey Harper, linguista statunitense (New Concord, n. 1856 - Chicago, † 1906)
- William Jones, linguista, orientalista e magistrato britannico (Londra, n. 1746 - Calcutta, † 1794)
- William Labov, linguista statunitense (Passaic, n. 1927 - Filadelfia, † 2024)
- William Smith, linguista e lessicografo britannico (Londra, n. 1813 - Londra, † 1893)
- William Stokoe, linguista statunitense (Lancaster, n. 1919 - Chevy Chase, † 2000)
- William Dwight Whitney, linguista, filologo e lessicografo statunitense (Northampton, n. 1827 - New Haven, † 1894)

## Litografi(1)
- William Day, litografo britannico (n. 1797 - † 1845)

## Liutisti(1)
- William Corkine, liutista e compositore inglese (Inghilterra)

## Logici(1)
- William Kneale, logico e filosofo britannico (Liverpool, n. 1906 - Grassington, † 1990)

## Lottatori(8)
- Bill Beckman, lottatore statunitense (New York, n. 1881 - Queens, † 1933)
- William Hennessy, lottatore statunitense (Fitchburg, n. 1872 - † 1938)
- William McKie, lottatore britannico (New Cross, n. 1884 - Bromley, † 1956)
- William Nelson, lottatore statunitense
- William J. Press, lottatore britannico (Bermondsey, n. 1881)
- William Schaefer, lottatore statunitense
- William Smith, lottatore statunitense (Portland, n. 1928 - Humboldt, † 2018)
- Billy Wood, lottatore britannico (Camberwell, n. 1886 - Dulwich, † 1971)

## Lunghisti(3)
- DeHart Hubbard, lunghista statunitense (Cincinnati, n. 1903 - Cleveland, † 1976)
- William Remington, lunghista, ostacolista e vescovo anglicano statunitense (Filadelfia, n. 1879 - La Jolla, † 1963)
- Willie Steele, lunghista statunitense (Seeley, n. 1923 - Oakland, † 1989)

## Mafiosi(1)
- William Bentvena, mafioso statunitense (New York, n. 1921)

## Magistrati(5)
- William Brennan, giudice statunitense (Newark, n. 1906 - Arlington, † 1997)
- William Cushing, giudice statunitense (Scituate, n. 1732 - Scituate, † 1810)
- William James Herschel, magistrato britannico (Slough, n. 1833 - Hawkhurst, † 1917)
- William Murray, I conte di Mansfield, magistrato e politico britannico (Scone, n. 1705 - Highgate, † 1793)
- William d'Aubigny, giudice normanno

## Maratoneti(6)
- William Frank, maratoneta e mezzofondista statunitense (Besigheim, n. 1878 - New York, † 1965)
- William Garcia, maratoneta statunitense (Oakland, n. 1877 - Oakland, † 1951)
- William Kiptum, ex maratoneta e ex mezzofondista keniota (n. 1971)
- Bill Rodgers, ex maratoneta statunitense (Hartford, n. 1947)
- Billy Saward, maratoneta britannico (Thurrock, n. 1868 - Thurrock, † 1944)
- Billy Sherring, maratoneta canadese (Hamilton, n. 1878 - Hamilton, † 1964)

## Matematici(28)
- William Robert Alford, matematico statunitense (Canton, n. 1937 - † 2003)
- William Brouncker, matematico inglese (Castlelyons, Irlanda, n. 1620 - Oxford, † 1684)
- William Browder, matematico statunitense (New York, n. 1934 - Princeton, † 2025)
- William Burnside, matematico britannico (Londra, n. 1852 - Cotleigh, † 1927)
- William Archibald Cadell, matematico e scrittore scozzese (Falkirk, n. 1775 - Edimburgo, † 1855)
- William Kingdon Clifford, matematico e filosofo britannico (Exeter, n. 1845 - Madera, † 1879)
- William Dunham, matematico statunitense (Pittsburgh, n. 1947)
- William Emerson, matematico inglese (Hurworth-on-Tees, n. 1701 - Hurworth-on-Tees, † 1782)
- William Feller, matematico croato (Zagabria, n. 1906 - New York, † 1970)
- William Fulton, matematico statunitense (Naugatuck, n. 1939)
- William Gardiner, matematico britannico († 1752)
- William Timothy Gowers, matematico britannico (Wiltshire, n. 1963)
- William Rowan Hamilton, matematico, fisico e astronomo irlandese (Dublino, n. 1805 - Dublino, † 1865)
- William Vallance Douglas Hodge, matematico britannico (Edimburgo, n. 1903 - Cambridge, † 1975)
- William George Horner, matematico britannico (Bristol, n. 1786 - Bath, † 1837)
- William Jones, matematico gallese (Anglesey, n. 1675 - † 1749)
- William Kahan, matematico e informatico canadese (Toronto, n. 1933)
- William Morgan, matematico britannico (n. 1750 - † 1833)
- William Fogg Osgood, matematico statunitense (Boston, n. 1864 - Belmont, † 1943)
- William Oughtred, matematico inglese (Eton, n. 1574 - Albury, † 1660)
- William Rutherford, matematico inglese (Inghilterra, n. 1798 - † 1871)
- William Shanks, matematico inglese (Houghton-le-Spring, n. 1812 - † 1882)
- William Thurston, matematico statunitense (Washington, n. 1946 - Rochester, † 2012)
- William Thomas Tutte, matematico e crittografo britannico (Newmarket, n. 1917 - Kitchener, † 2002)
- William Wallace, matematico e astronomo scozzese (Dysart, n. 1768 - Edimburgo, † 1843)
- William George Ward, matematico e teologo inglese (Londra, n. 1812 - Hampstead, † 1882)
- William Henry Young, matematico britannico (Londra, n. 1863 - Losanna, † 1942)
- William S. Zwicker, matematico statunitense (n. 1949)

## Medici(45)
- William Acton, medico e saggista inglese (Shillingstone, n. 1813 - † 1875)
- William Addison, medico inglese (n. 1803 - Brighton, † 1881)
- William French Anderson, medico statunitense (Tulsa, n. 1936)
- William Orville Ayres, medico, ittiologo e ornitologo statunitense (New Canaan, n. 1817 - New York, † 1887)
- William Horatio Bates, medico statunitense (Newark, n. 1860 - New York, † 1931)
- William Beaumont, medico statunitense (Lebanon, n. 1785 - Londra, † 1853)
- William Brownrigg, medico, chimico e imprenditore britannico (High Close Hall, n. 1711 - Ormthwaite Hall, † 1800)
- William Bosworth Castle, medico statunitense (Cambridge, n. 1897 - † 1990)
- William Chester Minor, medico e letterato statunitense (Sri Lanka, n. 1834 - Hartford, † 1920)
- William Cullen, medico e chimico scozzese (Hamilton, n. 1710 - Kirknewton, † 1790)
- William R. D. Fairbairn, medico e psicoanalista britannico (Edimburgo, n. 1889 - Edimburgo, † 1964)
- William Farr, medico britannico (n. 1807 - † 1883)
- William Griffith, medico, naturalista e botanico britannico (Ham, n. 1810 - Malacca, † 1845)
- William Gull, medico britannico (Colchester, n. 1816 - Londra, † 1890)
- William Harvey, medico inglese (Folkestone, n. 1578 - Roehampton, † 1657)
- William Howard Hay, medico statunitense (Hartstown, n. 1866 - † 1940)
- William Heberden, medico e patologo inglese (Londra, n. 1710 - Londra, † 1801)
- William Hunter Workman, medico, geografo e esploratore statunitense (Worcester, n. 1847 - Newton, † 1937)
- Wilson Jameson, medico scozzese (Scozia, n. 1885 - Inghilterra, † 1962)
- William Kaelin Jr., medico statunitense (New York, n. 1957)
- William Frederick Koch, medico e imprenditore statunitense (n. 1885 - † 1967)
- William Ladd, medico statunitense (Milton, n. 1880 - † 1967)
- Ran Laurie, medico e canottiere inglese (Grantchester, n. 1915 - Hethersett, † 1998)
- William Boog Leishman, medico e generale scozzese (Glasgow, n. 1865 - Londra, † 1926)
- William Randolph Lovelace II, medico statunitense (Springfield, n. 1907 - Aspen, † 1965)
- Bill Mallon, medico, saggista e golfista statunitense (Paterson, n. 1952)
- William Worrall Mayo, medico inglese (Salford, n. 1819 - † 1911)
- William James Mayo, medico statunitense (Contea di Le Sueur, n. 1861 - Rochester, † 1939)
- William Parry Murphy, medico statunitense (Stoughton, n. 1892 - New York, † 1978)
- William Oliver, medico e filantropo britannico (Ludgvan, n. 1695 - Bath, † 1764)
- William Osler, medico canadese (Bond Head, n. 1849 - Oxford, † 1919)
- William Penny Brookes, medico e botanico britannico (Much Wenlock, n. 1809 - Much Wenlock, † 1895)
- William Pepper, medico statunitense (Filadelfia, n. 1843 - Pleasanton, † 1898)
- William Henry Power, medico britannico (Londra, n. 1842 - Molesey, † 1916)
- William Raffaeli, medico italiano (Santarcangelo di Romagna, n. 1951)
- William Ramsay, medico e astrologo britannico (Londra)
- William Ruschenberger, medico, naturalista e ammiraglio statunitense (Contea di Cumberland, n. 1807 - Filadelfia, † 1895)
- Richard Doll, medico, epidemiologo e fisiologo britannico (Londra, n. 1912 - Oxford, † 2005)
- William Stokes, medico irlandese (Dublino, n. 1804 - Dublino, † 1878)
- William Turner, medico, naturalista e presbitero britannico (Morpeth, n. 1508 - Londra, † 1568)
- William Walker, medico, avvocato e giornalista statunitense (Nashville, n. 1824 - Trujillo, † 1860)
- William Henry Welch, medico statunitense (Norfolk, n. 1850 - Baltimora, † 1934)
- William Whitby, medico e avvocato australiano (Mareeba)
- William Wright, medico e botanico britannico (Crieff, n. 1735 - Edimburgo, † 1819)
- William Wynn Westcott, medico inglese (Leamington, n. 1848 - Durban, † 1925)

## Mercanti(1)
- William Paterson, mercante e banchiere scozzese (Scozia, n. 1658 - Westminster, † 1719)

## Meteorologi(4)
- William R. Cotton, meteorologo statunitense (n. 1940)
- William Ferrel, meteorologo statunitense (Bedford, n. 1817 - Martinsburg, † 1891)
- William M. Gray, meteorologo statunitense (Detroit, n. 1929 - Fort Collins, † 2016)
- Napier Shaw, meteorologo britannico (Birmingham, n. 1854 - Londra, † 1945)

## Mezzofondisti(14)
- William Amponsah, mezzofondista e maratoneta ghanese (n. 1999)
- William Coales, mezzofondista britannico (Aldwincle, n. 1886 - Sudbury, † 1960)
- Joe Cottrill, mezzofondista britannico (n. 1888 - † 1972)
- William Cox, mezzofondista statunitense (n. 1904 - † 1996)
- Bill Crothers, ex mezzofondista e velocista canadese (Markham, n. 1940)
- Bill Dellinger, mezzofondista statunitense (Grants Pass, n. 1934 - † 2025)
- Billy Konchellah, ex mezzofondista keniota (Kilgoris, n. 1961)
- Billy Mills, ex mezzofondista e maratoneta statunitense (Pine Ridge, n. 1938)
- William Moore, mezzofondista britannico (n. 1890 - † 1956)
- William Seagrove, mezzofondista britannico (Londra, n. 1898 - Seaford, † 1980)
- William Sigei, ex mezzofondista keniota (n. 1969)
- William Tanui, ex mezzofondista keniota (Kemeloi, n. 1964)
- William Verner, mezzofondista e siepista statunitense (Contea di Grundy, n. 1883 - Pinckney, † 1966)
- William Yiampoy, ex mezzofondista keniota (n. 1974)

## Micologi(1)
- William Alphonso Murrill, micologo e botanico statunitense (Lynchburg, n. 1869 - Gainesville, † 1957)

## Mineralogisti(2)
- William Barlow, mineralogista inglese (Islington, n. 1845 - Stanmore, † 1934)
- William Hallowes Miller, mineralogista, cristallografo e fisico britannico (Velindre, n. 1801 - Cambridge, † 1880)

## Miniatori(1)
- William de Brailes, miniatore inglese

## Missionari(3)
- William Cameron Townsend, missionario statunitense (Eastvale, n. 1896 - Waxhaw, † 1982)
- William Carey, missionario e presbitero irlandese (Paulerspury, n. 1761 - Serampore, † 1834)
- William Richard Field, missionario e vescovo cattolico irlandese (Schull, n. 1907 - Cork, † 1988)

## Modelli(1)
- Christian Boeving, modello e attore statunitense (Dallas, n. 1969)

## Montatori(11)
- William M. Anderson, montatore nordirlandese (Belfast, n. 1948 - Los Angeles, † 2022)
- William Goldenberg, montatore statunitense (n. 1959)
- William Hamilton, montatore e regista statunitense (Pittsburgh, n. 1893 - North Hollywood, † 1942)
- William Holmes, montatore statunitense (n. 1904 - Los Angeles, † 1978)
- William Hornbeck, montatore statunitense (Los Angeles, n. 1901 - Ventura, † 1983)
- William Hoy, montatore statunitense (n. 1955)
- William A. Lyon, montatore statunitense (Texas, n. 1903 - Los Angeles, † 1974)
- William Reynolds, montatore statunitense (Elmira, n. 1910 - South Pasadena, † 1997)
- William Shea, montatore e regista canadese (Hamilton, n. 1893 - Los Angeles, † 1961)
- William Yeh, montatore statunitense
- William H. Ziegler, montatore statunitense (Filadelfia, n. 1909 - Los Angeles, † 1977)

## Multiplisti(2)
- William Frullani, multiplista e bobbista italiano (Prato, n. 1979)
- Bill Toomey, ex multiplista statunitense (Filadelfia, n. 1939)

## Musicisti(18)
- William Babell, musicista e compositore inglese (Canonbury, † 1723)
- Bill Black, musicista statunitense (Memphis, n. 1926 - Memphis, † 1965)
- Burial, musicista britannico (Croydon, n. 1979)
- William Butler, musicista, polistrumentista e compositore statunitense (The Woodlands, n. 1982)
- William Hayman Cummings, musicista, tenore e organista inglese (Sidbury, n. 1831 - Londra, † 1915)
- Bill Drummond, musicista, artista e scrittore scozzese (Butterworth, n. 1953)
- Lefty Frizzell, musicista e cantautore statunitense (Corsicana, n. 1928 - Goodlettsville, † 1975)
- William F. Hanson, musicista, compositore e musicologo statunitense (Vernal, n. 1887 - Provo, † 1969)
- William Lawes, musicista e compositore inglese (Salisbury, n. 1602 - Rowton, † 1645)
- Bill Monroe, musicista e cantante statunitense (Rosine, n. 1911 - Springfield, † 1996)
- William Onyeabor, musicista e cantante nigeriano (Enugu, n. 1946 - Enugu, † 2017)
- William Orbit, musicista e produttore discografico britannico (Shoreditch, n. 1956)
- Billy Powell, musicista statunitense (Corpus Christi, n. 1952 - Orange Park, † 2009)
- Billy Preston, musicista, cantante e polistrumentista statunitense (Houston, n. 1946 - Scottsdale, † 2006)
- William Russo, musicista, compositore e arrangiatore statunitense (Chicago, n. 1928 - Chicago, † 2003)
- Bill Tapia, musicista statunitense (Honolulu, n. 1908 - Los Angeles, † 2011)
- Peetie Wheatstraw, musicista e cantante statunitense (Ripley, n. 1902 - East St. Louis, † 1941)
- Billy Yule, musicista statunitense (Boston, n. 1954)

## Naturalisti(15)
- William Archer, naturalista irlandese (Magherahamlet, n. 1830 - Dublino, † 1897)
- William Jardine, naturalista scozzese (Edimburgo, n. 1800 - Sandown, † 1874)
- William Bartram, naturalista, botanico e esploratore statunitense (Kingsessing, n. 1739 - Kingsessing, † 1823)
- William Syer Bristowe, naturalista e aracnologo inglese (Surrey, n. 1901 - † 1979)
- William Healey Dall, naturalista e paleontologo statunitense (Boston, n. 1845 - Washington, † 1927)
- William Dunbar, naturalista, esploratore e astronomo scozzese (Elgin, n. 1750 - † 1810)
- William Perry Hay, naturalista statunitense (Eureka, n. 1872 - † 1947)
- William Chapman Hewitson, naturalista britannico (Newcastle upon Tyne, n. 1806 - † 1878)
- William Howe, naturalista britannico (n. 1620 - † 1656)
- William Lewin, naturalista e illustratore inglese (Londra, n. 1747 - † 1795)
- William MacGillivray, naturalista britannico (Aberdeen, n. 1796 - Aberdeen, † 1852)
- William Charles Linnaeus Martin, naturalista inglese (n. 1798 - † 1864)
- William Thompson, naturalista irlandese (Belfast, n. 1805 - Londra, † 1852)
- William Turton, naturalista britannico (Gloucestershire, n. 1762 - Bideford, † 1835)
- William Yarrell, naturalista britannico (Londra, n. 1784 - † 1856)

## Navigatori(7)
- William Adams, navigatore inglese (Gillingham, n. 1564 - Hirado, † 1620)
- William Baffin, navigatore e esploratore inglese (Londra, n. 1584 - Qeshm, † 1622)
- William Bakewell, marinaio e esploratore statunitense (Joliet, n. 1888 - Dukes, † 1969)
- William Codling, marinaio inglese († 1802)
- William Denton Cox, marinaio inglese (Southampton, n. 1883 - Oceano Atlantico, † 1912)
- William McMaster Murdoch, marinaio britannico (Dalbeattie, n. 1873 - Oceano Atlantico, † 1912)
- William Smith, navigatore e esploratore britannico (Blyth, n. 1775 - † 1847)

## Neurologi(2)
- William John Adie, neurologo inglese (Geelong, n. 1886 - † 1935)
- William Richard Gowers, neurologo e pediatra inglese (Londra, n. 1845 - Londra, † 1915)

## Neuroscienziati(1)
- William Grey Walter, neurofisiologo britannico (Kansas City, n. 1910 - Bristol, † 1977)

## Nuotatori(19)
- John Brockway, nuotatore britannico (Bristol, n. 1928 - Newport, † 2009)
- William Craig, nuotatore statunitense (Culver City, n. 1947 - Newport Beach, † 2017)
- Bill Forrester, ex nuotatore statunitense (Darby, n. 1957)
- William Foster, nuotatore britannico (Haslingden, n. 1890 - Fylde, † 1963)
- Bill Harris, nuotatore statunitense (Honolulu, n. 1897 - Honolulu, † 1961)
- William Henry, nuotatore e pallanuotista britannico (St. Pancras, n. 1859 - St. Pancras, † 1928)
- William Herald, nuotatore australiano (Glebe, n. 1900 - † 1976)
- William Ashley Kirby, ex nuotatore australiano (Perth, n. 1975)
- William Kirschbaum, nuotatore statunitense (n. 1902 - † 1953)
- William Mahony, ex nuotatore canadese (New Westminster, n. 1949)
- Bill May, nuotatore artistico statunitense (Syracuse, n. 1979)
- William Meynard, nuotatore francese (Marsiglia, n. 1987)
- Bill Mulliken, nuotatore statunitense (Urbana, n. 1939 - Chicago, † 2014)
- William Robinson, nuotatore britannico (Airdrie, n. 1870 - Liverpool, † 1940)
- Tripp Schwenk, ex nuotatore statunitense (n. 1971)
- William Smith, nuotatore statunitense (Honolulu, n. 1924 - Honolulu, † 2013)
- William Yan Thorley, nuotatore hongkonghese (n. 2002)
- William Woolsey, nuotatore statunitense (Honolulu, n. 1934 - † 2022)
- William Yorzyk, nuotatore statunitense (Northampton, n. 1933 - † 2020)

## Oculisti(1)
- William MacKenzie, oculista scozzese (Glasgow, n. 1791 - Glasgow, † 1868)

## Odontoiatri(2)
- William Donald Kelley, dentista statunitense (Winfield, n. 1925 - Arkansas City, † 2005)
- William Green Morton, odontoiatra statunitense (Charlton, n. 1819 - New York, † 1868)

## Organari(1)
- William George Trice, organaro britannico (Cardiff, n. 1848 - Londra, † 1920)

## Organisti(1)
- William Lloyd Webber, organista e compositore britannico (Londra, n. 1914 - Londra, † 1982)

## Orientalisti(5)
- William Cureton, orientalista britannico (Westbury, n. 1808 - † 1864)
- William Marçais, orientalista francese (Rennes, n. 1872 - Parigi, † 1956)
- William Muir, orientalista scozzese (Glasgow, n. 1819 - Edimburgo, † 1905)
- William Montgomery Watt, orientalista e storico delle religioni britannico (Ceres, n. 1909 - Edimburgo, † 2006)
- William Wright, orientalista inglese (Mullye, n. 1830 - Cambridge, † 1889)

## Ornitologi(8)
- William Brewster, ornitologo statunitense (Wakefield, n. 1851 - Cambridge, † 1919)
- William Dutcher, ornitologo statunitense (n. 1846 - † 1920)
- William Eagle Clarke, ornitologo britannico (Leeds, n. 1853 - Edimburgo, † 1938)
- William Robert Ogilvie-Grant, ornitologo scozzese (n. 1863 - † 1924)
- William Henry Phelps Jr., ornitologo venezuelano (San Antonio de Maturín, n. 1902 - Caracas, † 1988)
- William Henry Phelps, ornitologo e esploratore statunitense (New York, n. 1875 - Caracas, † 1965)
- William Earl Dodge Scott, ornitologo statunitense (Brooklyn, n. 1852 - Saranac Lake, † 1910)
- William Swainson, ornitologo, entomologo e artista inglese (n. 1789 - † 1855)

## Orologiai(1)
- William Dutton, orologiaio britannico (Buckinghamshire, n. 1720 - Londra, † 1794)

## Ostacolisti(4)
- William Fraser Lewis, ostacolista statunitense (Canandaigua, n. 1876 - St. Petersburg, † 1962)
- Willie May, ostacolista statunitense (Knoxville, n. 1936 - † 2012)
- William Porter, ostacolista statunitense (Jackson, n. 1926 - Irvine, † 2000)
- William Sharman, ostacolista britannico (Lagos, n. 1984)

## Ottici(1)
- William Cary, ottico inglese (n. 1759 - † 1825)

## Paleontologi(4)
- William Diller Matthew, paleontologo statunitense (Saint John, n. 1871 - San Francisco, † 1930)
- William Parker Foulke, paleontologo, storico e geologo statunitense (Filadelfia, n. 1816 - † 1865)
- William Jacob Holland, paleontologo, zoologo e entomologo statunitense (Giamaica, n. 1848 - † 1932)
- William Martin, paleontologo e naturalista inglese (Mansfield, n. 1767 - Macclesfield, † 1810)

## Pallamanisti(1)
- William Accambray, pallamanista francese (Cannes, n. 1988)

## Pallanuotisti(13)
- William Aucamp, pallanuotista sudafricano (Johannesburg, n. 1932 - Johannesburg, † 1992)
- Billy Dean, pallanuotista britannico (Manchester, n. 1887 - Withington, † 1949)
- Bill Kooistra, pallanuotista statunitense (Chicago, n. 1926 - Midlothian, † 1995)
- William Lister, pallanuotista britannico (n. 1882 - † 1900)
- Bill Martin, pallanuotista britannico (Bournville, n. 1906 - † 1980)
- Bill Orchard, pallanuotista e medico australiano (n. 1929 - † 2014)
- Bill Orthwein, pallanuotista e nuotatore statunitense (St. Louis, n. 1881 - St. Louis, † 1955)
- Bill Peacock, pallanuotista britannico (Poplar, n. 1891 - Sawtry, † 1948)
- Billy Quick, pallanuotista britannico (Cardiff, n. 1902 - Swansea, † 1994)
- Bill Ross, pallanuotista statunitense (Toronto, n. 1928 - † 2021)
- William Salomoni, ex pallanuotista e allenatore di pallanuoto italiano (Bologna, n. 1958)
- Bill Tuttle, pallanuotista e nuotatore statunitense (Chicago, n. 1882 - Los Angeles, † 1930)
- William Vosburgh, pallanuotista statunitense (Oak Park, n. 1890 - Hines, † 1953)

## Pallavolisti(4)
- William Arjona, pallavolista brasiliano (San Paolo, n. 1979)
- Conor Eaton, pallavolista statunitense (Dana Point, n. 1987)
- William Price, ex pallavolista statunitense (Washington, n. 1989)
- William Priddy, pallavolista statunitense (Richmond, n. 1977)

## Pastori protestanti(1)
- William George Howard, VIII conte di Carlisle, pastore protestante inglese (Londra, n. 1808 - Londesborough, † 1889)

## Patrioti(1)
- William O'Brien, patriota, giornalista e politico irlandese (Mallow, n. 1852 - Londra, † 1928)

## Pattinatori di short track(1)
- William Dandjinou, pattinatore di short track canadese (Sherbrooke, n. 2001)

## Pattinatori di velocità su ghiaccio(3)
- Joey Cheek, ex pattinatore di velocità su ghiaccio statunitense (Greensboro, n. 1979)
- William Disney, pattinatore di velocità su ghiaccio statunitense (Topeka, n. 1932 - † 2009)
- Willy Logan, pattinatore di velocità su ghiaccio canadese (Saint John, n. 1907 - † 1955)

## Pedagogisti(2)
- Bill Ayers, pedagogista e terrorista statunitense (Glen Ellyn, n. 1944)
- William Heard Kilpatrick, pedagogista statunitense (White Plains, n. 1871 - New York, † 1965)

## Pentatleti(2)
- William Andre, pentatleta statunitense (Montclair, n. 1931 - † 2019)
- William Grut, pentatleta svedese (Stoccolma, n. 1914 - Östersund, † 2012)

## Percussionisti(1)
- Willie Bobo, percussionista statunitense (New York, n. 1934 - Los Angeles, † 1983)

## Personaggi televisivi(1)
- Billy Mays, personaggio televisivo statunitense (McKees Rocks, n. 1958 - Tampa, † 2009)

## Pesisti(3)
- Wesley Coe, pesista e tiratore di fune statunitense (Boston, n. 1879 - Bozeman, † 1926)
- Bill Nieder, pesista statunitense (Hempstead, n. 1933 - Angels Camp, † 2022)
- Parry O'Brien, pesista e discobolo statunitense (Santa Monica, n. 1932 - Santa Clarita, † 2007)

## Pianisti(7)
- Count Basie, pianista e compositore statunitense (Red Bank, n. 1904 - Hollywood, † 1984)
- Bill Doggett, pianista statunitense (Filadelfia, n. 1916 - New York, † 1996)
- Champion Jack Dupree, pianista e cantante statunitense (New Orleans, n. 1910 - Hannover, † 1992)
- Bill Evans, pianista e compositore statunitense (Plainfield, n. 1929 - New York, † 1980)
- Bill Miller, pianista statunitense (New York, n. 1915 - Montréal, † 2006)
- Willie "The Lion" Smith, pianista statunitense (Goshen, n. 1893 - New York, † 1973)
- William Susman, pianista e compositore statunitense (Chicago, n. 1960)

## Piloti automobilistici(17)
- William Alatalo, pilota automobilistico finlandese (Ilmajoki, n. 2002)
- Bill Brack, ex pilota automobilistico canadese (Toronto, n. 1935)
- Will Bratt, pilota automobilistico britannico (Banbury, n. 1988)
- Bill Cantrell, pilota automobilistico statunitense (West Point, n. 1908 - Jeffersonville, † 1996)
- Bill Cheesbourg, pilota automobilistico statunitense (Tucson, n. 1927 - Tucson, † 1995)
- Bill Elliott, pilota automobilistico statunitense (Dawsonville, n. 1955)
- Billy Garrett, pilota automobilistico statunitense (Princeton, n. 1933 - Glendale, † 1999)
- Bill Homeier, pilota automobilistico statunitense (Rock Island, n. 1918 - Houston, † 2001)
- Will Power, pilota automobilistico australiano (Toowoomba, n. 1981)
- Bill Rexford, pilota automobilistico statunitense (Conewango Valley, n. 1927 - New York, † 1994)
- Ken Richardson, pilota automobilistico britannico (Bourne, n. 1911 - Bourne, † 1997)
- Bill Schindler, pilota automobilistico statunitense (Middletown, n. 1909 - Allentown, † 1952)
- Will Stevens, pilota automobilistico britannico (Rochford, n. 1991)
- Leslie Thorne, pilota automobilistico britannico (Greenock, n. 1916 - Troon, † 1993)
- Bill Whitehouse, pilota automobilistico britannico (Londra, n. 1909 - Reims, † 1957)
- Mike Wilds, pilota di Formula 1 britannico (Chiswick, n. 1946)
- Cale Yarborough, pilota automobilistico statunitense (Timmonsville, n. 1939 - Florence, † 2023)

## Piloti di rally(1)
- William De Angelis, pilota di rally e pilota motociclistico sammarinese (Rimini, n. 1981)

## Piloti motociclistici(9)
- Ray Amm, pilota motociclistico rhodesiano (Salisbury, n. 1927 - Imola, † 1955)
- William Costes, pilota motociclistico francese (Clermont-Ferrand, n. 1972)
- Bill Doran, pilota motociclistico britannico (n. 1916 - † 1973)
- Joey Dunlop, pilota motociclistico nordirlandese (Ballymoney, n. 1952 - Tallinn, † 2000)
- William Dunlop, pilota motociclistico nordirlandese (Ballymoney, n. 1985 - Skerries, † 2018)
- William Grover-Williams, pilota motociclistico, pilota automobilistico e agente segreto britannico (Montrouge, n. 1903 - Sachsenhausen, † 1945)
- Bill Ivy, pilota motociclistico britannico (Maidstone, n. 1942 - Hohenstein-Ernstthal, † 1969)
- Ginger Molloy, pilota motociclistico neozelandese (Gisborne, n. 1937)
- William Rubio, pilota motociclistico francese (n. 1971)

## Pionieri dell'aviazione(1)
- William Knox Martin, pioniere dell'aviazione statunitense (Salem, n. 1894 - Watertown, † 1927)

## Pirati(5)
- William Dampier, pirata e esploratore inglese (East Coker, n. 1651 - Londra, † 1715)
- William Fly, pirata britannico (Boston, † 1726)
- William Kidd, pirata scozzese (Greenock, n. 1645 - Londra, † 1701)
- William Knight, pirata inglese (Inghilterra - † 1689)
- William Thompson, pirata inglese (n. 1785 - Caraibi, † 1850)

## Pistard(11)
- William Anderson, pistard canadese (Toronto, n. 1888 - Boston, † 1928)
- Will Davis, pistard francese (Bristol, n. 1877 - Parigi, † 1932)
- Bill Harvell, pistard britannico (Aldershot, n. 1907 - Portsmouth, † 1985)
- William Isaacs, pistard britannico (Fulham, n. 1884 - Chichester, † 1955)
- William Moore, ex pistard britannico (n. 1947)
- William Morton, pistard britannico (Hunslet, n. 1880 - Toronto, † 1952)
- William Perrett, pistard e ciclista su strada britannico (Nottingham, n. 1996)
- William Smith, pistard sudafricano (n. 1893 - Johannesburg, † 1958)
- Jock Stewart, pistard britannico (Dufftown, n. 1883 - Bishop's Stortford, † 1950)
- William Tidball, pistard e ciclista su strada britannico (Exmouth, n. 2000)
- Hamish Turnbull, pistard britannico (Morpeth, n. 1999)

## Poeti(39)
- William Allingham, poeta irlandese (Ballyshannon, n. 1824 - Hampstead, † 1889)
- William Auld, poeta, traduttore e esperantista britannico (Erith, n. 1924 - Dollar, † 2006)
- William Rose Benét, poeta statunitense (New York, n. 1886 - New York, † 1950)
- William Blake, poeta, pittore e incisore britannico (Londra, n. 1757 - Londra, † 1827)
- William Browne, poeta britannico (Tavistock, n. 1590 - Ottery Saint Mary, † 1645)
- William Wilfred Campbell, poeta canadese (Berlino, n. 1858 - Ottawa, † 1918)
- William Chamberlayne, poeta inglese (n. 1619 - † 1679)
- William Ellery Channing, poeta statunitense (Boston, n. 1818 - Concord, † 1901)
- William Lawrence Chittenden, poeta statunitense (Montclair, n. 1862 - New York, † 1934)
- William Cleland, poeta e militare scozzese (Lanarkshire, n. 1661 - Dunkeld, † 1689)
- William Cliff, poeta belga (Gembloux, n. 1940)
- William Collins, poeta britannico (Chichester, n. 1721 - † 1759)
- Billy Collins, poeta, anglista e insegnante statunitense (New York, n. 1941)
- William Cowper, poeta inglese (Berkhamstead, n. 1731 - East Dereham, † 1800)
- William Cullen Bryant, poeta e giornalista statunitense (Cummington, n. 1794 - New York, † 1878)
- William Davenant, poeta e drammaturgo britannico (Oxford, n. 1606 - Londra, † 1668)
- William Chatterton Dix, poeta e paroliere britannico (Bristol, n. 1837 - Cheddar, † 1898)
- William Drummond di Hawthornden, poeta e storico scozzese (Hawthornden, n. 1585 - Hawthornden, † 1649)
- William Henry Drummond, poeta, giornalista e medico irlandese (Mohill, n. 1854 - Cobalt, † 1907)
- William Dunbar, poeta scozzese (n. 1459 - † 1530)
- William Empson, poeta e critico letterario inglese (Howden, n. 1906 - Londra, † 1984)
- Percy French, poeta, cantautore e pittore irlandese (Tulsk, n. 1854 - Formby, † 1920)
- William Ernest Henley, poeta, giornalista e editore britannico (Gloucester, n. 1849 - Woking, † 1903)
- Daryl Hine, poeta, traduttore e critico letterario canadese (Burnaby, n. 1936 - Evanston, † 2012)
- William McGonagall, poeta scozzese (Edimburgo, n. 1825 - Edimburgo, † 1902)
- William Meredith, poeta statunitense (New York, n. 1919 - New London, † 2007)
- W.S. Merwin, poeta statunitense (New York City, n. 1927 - Haiku, † 2019)
- William Vaughn Moody, poeta e drammaturgo statunitense (Spencer, n. 1869 - Colorado Springs, † 1910)
- William Motherwell, poeta, scrittore e giornalista scozzese (Glasgow, n. 1797 - Glasgow, † 1835)
- William Percy, poeta e drammaturgo inglese (Tynemouth, n. 1574 - Oxford, † 1648)
- William Michael Rossetti, poeta e critico letterario britannico (Londra, n. 1829 - Londra, † 1919)
- William Shenstone, poeta britannico (Leasowes, n. 1714 - † 1763)
- W. D. Snodgrass, poeta statunitense (Beaver Falls, n. 1926 - Erieville, † 2009)
- William Stewart Rose, poeta e traduttore inglese (n. 1775 - † 1843)
- William Thomas, poeta e presbitero gallese (Gwent, n. 1832 - Ynysddu, † 1878)
- William Ross Wallace, poeta statunitense (Lexington, n. 1819 - New York, † 1881)
- William Carlos Williams, poeta, scrittore e medico statunitense (Rutherford, n. 1883 - Rutherford, † 1963)
- William Wordsworth, poeta britannico (Cockermouth, n. 1770 - Rydal Mount, † 1850)
- William Butler Yeats, poeta, drammaturgo e scrittore irlandese (Dublino, n. 1865 - Roccabruna, † 1939)

## Polistrumentisti(1)
- Will Champion, polistrumentista britannico (Southampton, n. 1978)

## Politologi(1)
- William E. Connolly, politologo statunitense (Flint, n. 1938)

## Poliziotti(2)
- Bat Masterson, poliziotto, pistolero e giornalista statunitense (Québec, n. 1853 - New York, † 1921)
- William H. Parker, poliziotto statunitense (Lead, n. 1905 - Los Angeles, † 1966)

## Predicatori(10)
- William Booth, predicatore inglese (Nottingham, n. 1829 - Londra, † 1912)
- William M. Branham, predicatore statunitense (Burkesville, n. 1909 - Amarillo, † 1965)
- William Brewster, predicatore inglese (Scrooby, n. 1568 - Colonia di Plymouth, † 1644)
- William Gadsby, predicatore inglese (Attleborough, n. 1773 - Manchester, † 1844)
- Franklin Graham, predicatore, pastore protestante e scrittore statunitense (Asheville, Carolina del Nord, n. 1952)
- Billy Graham, predicatore e scrittore statunitense (Charlotte, n. 1918 - Montreat, † 2018)
- William Wade Harris, predicatore e missionario liberiano (n. 1865 - † 1929)
- William Perkins, predicatore e teologo inglese (Bulkington, n. 1558 - † 1602)
- William Joseph Simmons, predicatore statunitense (Harpersville, n. 1880 - Atlanta, † 1945)
- William Wallace Smith, predicatore e religioso statunitense (Lamoni, n. 1900 - Independence, † 1989)

## Presbiteri(13)
- William Barclay, presbitero, teologo e biblista britannico (Wick, n. 1907 - Glasgow, † 1978)
- William Henry Channing, presbitero, scrittore e filosofo statunitense (Boston, n. 1810 - Londra, † 1884)
- William Robinson Clark, presbitero e teologo britannico (Daviot, n. 1829 - Toronto, † 1912)
- William Clayton, presbitero statunitense (Penwortham, n. 1814 - Salt Lake City, † 1879)
- Elerydd, presbitero e poeta gallese (Ffair-rhos, n. 1916 - Llanelli, † 2011)
- William Webb Ellis, presbitero britannico (Salford, n. 1806 - Mentone, † 1872)
- William Gregor, presbitero e mineralogista britannico (Trewarthenick, n. 1761 - † 1817)
- William Keble Martin, presbitero, botanico e illustratore britannico (Radley, n. 1877 - Woodbury, † 1969)
- William Manson, presbitero e teologo britannico (n. 1882 - † 1958)
- William R. Nicoll, presbitero, giornalista e scrittore britannico (Lumsden, n. 1851 - Londra, † 1923)
- William Patenson, presbitero e missionario inglese (Durham - Tyburn, † 1591)
- William Archibald Spooner, presbitero inglese (n. 1844 - † 1930)
- William Wasson, presbitero e avvocato statunitense (Phoenix, n. 1923 - Cottonwood, † 2006)

## Principi(2)
- William, principe del Galles, principe britannico (Londra, n. 1982)
- William di Gloucester, principe britannico (Barnet, n. 1941 - Stourbridge, † 1972)

## Produttori cinematografici(8)
- William Alland, produttore cinematografico, sceneggiatore e regista statunitense (Delmar, n. 1916 - Long Beach, † 1997)
- William Cagney, produttore cinematografico e attore statunitense (New York, n. 1905 - Newport Beach, † 1988)
- Bill Damaschke, produttore cinematografico statunitense (Chicago, n. 1963)
- William D. Foster, produttore cinematografico e regista statunitense (n. 1884 - Los Angeles, † 1940)
- William Fox, produttore cinematografico ungherese (Tolcsva, n. 1879 - New York, † 1952)
- William LeBaron, produttore cinematografico statunitense (Elgin, n. 1883 - Santa Monica, † 1958)
- Bill Pohlad, produttore cinematografico e regista statunitense (Minneapolis, n. 1955)
- William Nicholas Selig, produttore cinematografico statunitense (Chicago, n. 1864 - Los Angeles, † 1948)

## Produttori discografici(2)
- Owen Bradley, produttore discografico statunitense (Westmoreland, n. 1915 - Nashville, † 1998)
- Will Gregory, produttore discografico e musicista britannico (Bristol, n. 1959)

## Produttori televisivi(1)
- William Rabkin, produttore televisivo e scrittore statunitense

## Progettisti(3)
- William Fife, progettista scozzese (n. 1857 - † 1944)
- William Hillman, progettista e imprenditore britannico (Stratford, n. 1848 - † 1921)
- William White, progettista britannico (Plymouth, n. 1845 - Londra, † 1913)

## Psichiatri(1)
- William Ross Ashby, psichiatra britannico (Londra, n. 1903 - † 1972)

## Psicologi(7)
- William Emet Blatz, psicologo canadese (Hamilton, n. 1895 - Toronto, † 1964)
- William James, psicologo e filosofo statunitense (New York, n. 1842 - Tamworth, † 1910)
- William McDougall, psicologo britannico (Chadderton, n. 1871 - Durham, † 1938)
- William Moulton Marston, psicologo, inventore e fumettista statunitense (Cliftondale, n. 1893 - Rye, † 1947)
- William Thierry Preyer, psicologo e fisiologo tedesco (Manchester, n. 1841 - Wiesbaden, † 1897)
- William Ryan, psicologo statunitense (n. 1923 - Boston, † 2002)
- William Herbert Sheldon, psicologo e numismatico statunitense (Warwick, n. 1898 - Cambridge, † 1977)

## Pubblicitari(1)
- William Bernbach, pubblicitario statunitense (New York, n. 1911 - New York, † 1982)

## Pugili(18)
- Jack Britton, pugile statunitense (Clinton, n. 1885 - † 1962)
- Billy Conn, pugile statunitense (Pittsburgh, n. 1917 - Pittsburgh, † 1993)
- William Cuthbertson, pugile britannico (Dunfermline, n. 1902 - Dunfermline, † 1963)
- Jack Dempsey, pugile e attore statunitense (Manassa, n. 1895 - New York, † 1983)
- Billy Fisher, pugile britannico (Craigneuk, n. 1940 - Wishaw, † 2018)
- Billy Graham, pugile statunitense (New York City, n. 1922 - † 1992)
- Russell van Horn, pugile statunitense (Pennsylvania, n. 1885 - Wickenburg, † 1970)
- Gorilla Jones, pugile statunitense (Memphis, n. 1906 - † 1982)
- William Meyers, pugile sudafricano (Johannesburg, n. 1943 - † 2014)
- Bill Michaels, pugile statunitense (Alcoa, n. 1876 - † 1934)
- Billy Miske, pugile statunitense (Pittsburgh, n. 1894 - † 1924)
- Billy Petrolle, pugile statunitense (Berwick, n. 1905 - † 1983)
- William Philo, pugile britannico (Londra, n. 1882 - † 1916)
- William Scull, pugile cubano (Matanzas, n. 1992)
- William Smith, pugile sudafricano (Johannesburg, n. 1904 - Johannesburg, † 1955)
- Young Stribling, pugile statunitense (Bainbridge, n. 1904 - Macon, † 1933)
- Wally Webb, pugile britannico (Londra, n. 1882 - Hendon, † 1949)
- Willie deWit, ex pugile canadese (Three Hills, n. 1961)

## Rabbini(1)
- William Kaufman, rabbino, teologo e educatore statunitense (Filadelfia, n. 1932)

## Rapper(14)
- Will.i.am, rapper, produttore discografico e personaggio televisivo statunitense (Los Angeles, n. 1975)
- Trip Lee, rapper statunitense (Dallas, n. 1987)
- Ill Bill, rapper e produttore discografico statunitense (Brooklyn, n. 1972)
- WC, rapper e attore statunitense (Los Angeles, n. 1970)
- Flavor Flav, rapper, attore e personaggio televisivo statunitense (Long Island, n. 1959)
- Rakim, rapper e attivista statunitense (New York, n. 1968)
- MamboLosco, rapper italiano (Vicenza, n. 1990)
- Damso, rapper della Repubblica Democratica del Congo (Kinshasa, n. 1992)
- Nayt, rapper italiano (Isernia, n. 1994)
- Large Professor, rapper, beatmaker e produttore discografico statunitense (Queens, n. 1972)
- Tiakola, rapper e cantante francese (Bondy, n. 1999)
- Ninho, rapper francese (Longjumeau, n. 1996)
- Rick Ross, rapper e attore statunitense (Clarksdale, n. 1976)
- Ya Boy, rapper statunitense (San Francisco, n. 1984)

## Registi teatrali(2)
- William Gaskill, regista teatrale britannico (Shipley, n. 1930 - Londra, † 2016)
- Bill Alexander, regista teatrale britannico (Hunstanton, n. 1948)

## Religiosi(8)
- William Bedwell, religioso, arabista e traduttore inglese (n. 1561 - † 1632)
- William Benson, religioso inglese (Boston - Londra, † 1549)
- William Bridge, religioso inglese (n. 1600 - † 1670)
- William Henry Conley, religioso statunitense (Pittsburgh, n. 1840 - Pittsburgh, † 1897)
- William Gouge, religioso e predicatore inglese (Bow, n. 1575 - † 1670)
- William Greenhill, religioso e predicatore inglese (n. 1591 - Stepney, † 1671)
- William Marks, religioso e predicatore statunitense (Rutland, n. 1792 - Plano, † 1872)
- William Moreton, religioso inglese (n. 1641 - † 1715)

## Rivoluzionari(1)
- William Gibbons, rivoluzionario e politico statunitense (Contea di Charleston, n. 1726 - Savannah, † 1800)

## Rugbisti a 15(27)
- Brian Ashton, ex rugbista a 15 e allenatore di rugby a 15 britannico (Leigh, n. 1946)
- Bill Beaumont, ex rugbista a 15, imprenditore e dirigente sportivo britannico (Chorley, n. 1952)
- Bill Campbell, ex rugbista a 15 e medico australiano (Brisbane, n. 1961)
- Will Carling, ex rugbista a 15 britannico (Bradford on Avon, n. 1965)
- Will Greenwood, ex rugbista a 15 inglese (Blackburn, n. 1972)
- Dusty Hare, rugbista a 15, dirigente sportivo e imprenditore inglese (Newark-on-Trent, n. 1952)
- Willi Heinz, rugbista a 15 neozelandese (Christchurch, n. 1986)
- Iain Henderson, rugbista a 15 britannico (Craigavon, n. 1992)
- Will Johnson, ex rugbista a 15 e allenatore di rugby a 15 inglese (Solihull, n. 1974)
- Will Johnson, rugbista a 15 statunitense (Orange, n. 1984)
- Arnold Landvoigt, rugbista a 15 tedesco (Washington, n. 1879 - Washington, † 1970)
- Bill Leversee, ex rugbista a 15, allenatore di rugby a 15 e dirigente sportivo statunitense (Van Nuys, n. 1964)
- Willie John McBride, rugbista a 15 britannico (Toomebridge, n. 1940)
- Fergie McCormick, rugbista a 15 neozelandese (Ashburton, n. 1939 - Christchurch, † 2018)
- Denis McBride, rugbista a 15 irlandese (Belfast, n. 1964)
- William Millton, rugbista a 15, crickettista e dirigente sportivo neozelandese (Christchurch, n. 1858 - Christchurch, † 1887)
- Michael Phillips, rugbista a 15 britannico (Carmarthen, n. 1982)
- Marcus Rose, rugbista a 15 britannico (Loughborough, n. 1957)
- William Ryder, rugbista a 15 figiano (Bua, n. 1982)
- William Servat, ex rugbista a 15 e allenatore di rugby a 15 francese (Saint-Gaudens, n. 1978)
- Will Skelton, rugbista a 15 australiano (Auckland, n. 1992)
- William Téchoueyres, ex rugbista a 15 e imprenditore francese (Bordeaux, n. 1966)
- Delme Thomas, ex rugbista a 15 gallese (Bancyfelin, n. 1942)
- William Trew, rugbista a 15 gallese (Swansea, n. 1879 - Swansea, † 1926)
- Billy Twelvetrees, rugbista a 15 britannico (Chichester, n. 1988)
- Wavell Wakefield, rugbista a 15, dirigente sportivo e politico britannico (Londra, n. 1898 - Kendal, † 1983)
- Bill Young, ex rugbista a 15, allenatore di rugby a 15 e imprenditore australiano (Sydney, n. 1974)

## Saggisti(3)
- William Buckley, saggista, giornalista e conduttore televisivo statunitense (New York, n. 1925 - Stamford, † 2008)
- William B. Helmreich, saggista e docente statunitense (Zurigo, n. 1945 - Great Neck, † 2020)
- William Stafford, saggista, poeta e pacifista statunitense (Hutchinson, n. 1914 - Lake Oswego, † 1993)

## Sassofonisti(3)
- Buddy Collette, sassofonista, flautista e clarinettista statunitense (Los Angeles, n. 1921 - Los Angeles, † 2010)
- Sonny Criss, sassofonista e compositore statunitense (Memphis, n. 1927 - Los Angeles, † 1977)
- Bill Evans, sassofonista statunitense (Clarendon Hills, n. 1958)

## Scacchisti(9)
- William John Donaldson, scacchista statunitense (Los Angeles, n. 1958)
- William Davies Evans, scacchista gallese (Pembrokeshire, n. 1790 - Ostenda, † 1872)
- William Fairhurst, scacchista e ingegnere britannico (Alderley Edge, n. 1903 - Howick, † 1982)
- William Hartston, scacchista, giornalista e scrittore britannico (Londra, n. 1947)
- William Pollock, scacchista inglese (Cheltenham, n. 1859 - Bath, † 1896)
- William Lewis, scacchista britannico (Birmingham, n. 1787 - Londra, † 1870)
- William Lombardy, scacchista statunitense (New York, n. 1937 - Martinez, † 2017)
- William Ewart Napier, scacchista statunitense (East Dulwich, n. 1881 - Washington, † 1952)
- William Winter, scacchista inglese (Hampstead, n. 1898 - Londra, † 1955)

## Sceneggiatori(17)
- William Broyles Jr., sceneggiatore statunitense (Houston, n. 1944)
- William H. Clifford, sceneggiatore e regista statunitense (San Francisco, n. 1874 - Los Angeles, † 1938)
- William Cottrell, sceneggiatore e regista statunitense (South Bend, n. 1906 - Burbank, † 1995)
- Bill D'Elia, sceneggiatore statunitense
- William Davies, sceneggiatore britannico
- William Kelley, sceneggiatore statunitense (Staten Island, n. 1929 - Bishop, † 2003)
- William Kotzwinkle, sceneggiatore e scrittore statunitense (Scranton, n. 1938)
- Bill Lawrence, sceneggiatore, regista e produttore televisivo statunitense (Ridgefield, n. 1968)
- William Ludwig, sceneggiatore statunitense (New York, n. 1912 - Woodland Hills, † 1999)
- William Monahan, sceneggiatore, regista e romanziere statunitense (Boston, n. 1960)
- William Nicholson, sceneggiatore, drammaturgo e romanziere britannico (Lewes, n. 1948)
- William Parker, sceneggiatore e regista cinematografico statunitense (Walla Walla, n. 1886 - New York, † 1941)
- Billy Ray, sceneggiatore e regista statunitense (Tennessee, n. 1971)
- William Rose, sceneggiatore statunitense (Jefferson City, n. 1914 - Jersey, † 1987)
- W. Lee Wilder, sceneggiatore, produttore cinematografico e regista austriaco (Sucha Beskidzka, n. 1904 - Los Angeles, † 1982)
- William E. Wing, sceneggiatore statunitense (n. 1869 - Los Angeles, † 1947)
- William Wisher Jr., sceneggiatore statunitense (California, n. 1958)

## Scenografi(8)
- William S. Darling, scenografo ungherese (Sándorhaz, n. 1882 - Laguna Beach, † 1964)
- William Dudley, scenografo e costumista britannico (Londra, n. 1947 - Londra, † 2025)
- William Ferrari, scenografo statunitense (Argentina, n. 1901 - Los Angeles, † 1962)
- William Flannery, scenografo e architetto statunitense (Ohio, n. 1898 - Los Angeles, † 1959)
- William Hobbs, scenografo e stuntman britannico (Londra, n. 1939 - Londra, † 2018)
- William A. Horning, scenografo statunitense (Missouri, n. 1904 - Los Angeles, † 1959)
- William Kiernan, scenografo statunitense (New York, n. 1908 - Los Angeles, † 1973)
- William Cameron Menzies, scenografo, regista e produttore cinematografico statunitense (New Haven, n. 1896 - Los Angeles, † 1957)

## Schermidori(9)
- William de Moraes, schermidore brasiliano (n. 1988)
- Jed Dupree, schermidore statunitense (Hanover, n. 1979)
- William Goering, schermidore statunitense (La Porte, n. 1932 - Black Forest, † 2005)
- William González, ex schermidore colombiano (n. 1970)
- William Grebe, schermidore statunitense (Chicago, n. 1869 - Chicago, † 1960)
- William Grenfell, schermidore britannico (Londra, n. 1855 - Panshanger, † 1945)
- William O'Connor, schermidore statunitense (Pittsburgh, n. 1864 - Manhattan, † 1939)
- William Reith, ex schermidore e maestro di scherma statunitense
- William Russo, schermidore italiano (Palermo, n. 1977)

## Sciatori alpini(13)
- Bill Barrier, sciatore alpino statunitense (Wallace, n. 1942 - Spokane, † 2022)
- William Besse, ex sciatore alpino svizzero (Bagnes, n. 1968)
- Willy Favre, sciatore alpino svizzero (Ormont-Dessus, n. 1943 - Ormont-Dessus, † 1986)
- William Hansson, sciatore alpino svedese (n. 2001)
- Bill Hudson, ex sciatore alpino statunitense (Los Angeles, n. 1966)
- William Hällqvist, sciatore alpino svedese (n. 2008)
- Bill Johnson, sciatore alpino statunitense (Los Angeles, n. 1960 - Gresham, † 2016)
- Billy Kidd, ex sciatore alpino statunitense (Burlington, n. 1943)
- Billy Major, sciatore alpino britannico (Cambridge, n. 1996)
- Bill Marolt, ex sciatore alpino, allenatore di sci alpino e dirigente sportivo statunitense (Aspen, n. 1943)
- William Schuessler-Bédard, ex sciatore alpino canadese (n. 1993)
- William St-Germain, sciatore alpino canadese (n. 1992)
- Billy Taylor, ex sciatore alpino statunitense (Saint Louis, n. 1956)

## Sciatori nautici(1)
- William Asher, sciatore nautico inglese (n. 1982)

## Scienziati(4)
- William de Wiveleslie Abney, scienziato e fotografo inglese (Derby, n. 1843 - Folkestone, † 1920)
- William Farish, scienziato e chimico inglese (n. 1759 - † 1837)
- William Molyneux, scienziato e scrittore irlandese (Dublino, n. 1656 - † 1698)
- William Chandler Roberts-Austen, scienziato inglese (Londra, n. 1843 - Londra, † 1902)

## Scrittori di fantascienza(2)
- Bill Johnson, scrittore di fantascienza e giornalista statunitense (Webster, n. 1956 - † 2022)
- William Tenn, autore di fantascienza britannico (Londra, n. 1920 - Mount Lebanon, † 2010)

## Scultori(8)
- Kenneth Armitage, scultore britannico (Leeds, n. 1916 - Londra, † 2002)
- William Behnes, scultore e pittore inglese (Londra, n. 1794 - † 1864)
- William Dobell, scultore e pittore australiano (Cooks Hills, n. 1899 - Lake Macquarie, † 1970)
- William McMillan, scultore e medaglista scozzese (Aberdeen, n. 1887 - Richmond, † 1977)
- William Rush, scultore statunitense (Filadelfia, n. 1756 - † 1833)
- William Hamo Thornycroft, scultore inglese (Londra, n. 1850 - Oxford, † 1925)
- William Turnbull, scultore e pittore scozzese (Dundee, n. 1922 - Londra, † 2012)
- William Wetmore Story, scultore, critico d'arte e poeta statunitense (Salem, n. 1819 - Vallombrosa, † 1895)

## Siepisti(1)
- William Van Dijck, ex siepista belga (Lovanio, n. 1965)

## Sindacalisti(2)
- Alexander Bustamante, sindacalista e politico giamaicano (Hanover, Giamaica, n. 1884 - Irish Town, † 1977)
- William Dudley Haywood, sindacalista statunitense (Salt Lake City, n. 1869 - Mosca, † 1928)

## Snowboarder(1)
- William Mathisen, snowboarder svedese (n. 2003)

## Sociologi(6)
- William Edward Burghardt Du Bois, sociologo, storico e saggista statunitense (Great Barrington, n. 1868 - Accra, † 1963)
- William Foote Whyte, sociologo statunitense (n. 1914 - † 2000)
- William Fielding Ogburn, sociologo statunitense (Butler, n. 1886 - Tallahassee, † 1959)
- William Sims Bainbridge, sociologo statunitense (n. 1940)
- William Graham Sumner, sociologo statunitense (Paterson, n. 1840 - Englewood, † 1910)
- William Thomas, sociologo statunitense (Contea di Russell, n. 1863 - Berkeley, † 1947)

## Sollevatori(2)
- William March, sollevatore statunitense (York, n. 1937 - Wellsville, † 2022)
- Bill Watson, sollevatore britannico (Lewisham, n. 1918 - † 1998)

## Statistici(5)
- William Gemmell Cochran, statistico britannico (Rutherglen, n. 1909 - Orleans, † 1980)
- William Sealy Gosset, statistico inglese (Canterbury, n. 1876 - Beaconsfield, † 1937)
- William Kruskal, statistico statunitense (New York, n. 1919 - Chicago, † 2005)
- William Playfair, statistico scozzese (Benvie, n. 1759 - Burntisland, † 1823)
- William Youden, statistico australiano (Townsville, n. 1900 - Washington, † 1971)

## Stilisti(1)
- Bill Blass, stilista statunitense (Fort Wayne, n. 1922 - New Preston, † 2002)

## Storici(17)
- William Henry Chamberlin, storico e giornalista statunitense (Brooklyn, n. 1897 - Sankt Moritz, † 1969)
- William Dalrymple, storico e scrittore britannico (Edimburgo, n. 1965)
- William Klinger, storico italiano (Fiume, n. 1972 - New York, † 2015)
- William L. Langer, storico statunitense (South Boston, n. 1896 - † 1977)
- William H. McNeill, storico e scrittore canadese (Vancouver, n. 1917 - Torrington, † 2016)
- William Miller, storico inglese (Wigton, n. 1864 - Durban, † 1945)
- Bill Mokray, storico e statistico statunitense (Passaic, n. 1907 - † 1974)
- William H. Prescott, storico statunitense (Salem, n. 1796 - Boston, † 1859)
- William Robertson, storico, storiografo e teologo scozzese (Borthwick, n. 1721 - Edimburgo, † 1793)
- William Roscoe, storico e poeta inglese (Liverpool, n. 1753 - Liverpool, † 1831)
- William Salomone, storico italiano (Guardiagrele, n. 1915 - Filadelfia, † 1989)
- William Milligan Sloane, storico statunitense (Richmond, n. 1850 - † 1928)
- William Stoddard, storico e inventore statunitense (Homer, n. 1835 - Madison, † 1925)
- William Strachey, storico britannico (Saffron Walden, n. 1572 - Camberwell, † 1621)
- William Thomas, storico britannico (Llanigon, n. 1524 - Londra, † 1554)
- William Urban, storico statunitense (n. 1939)
- William Warde Fowler, storico e ornitologo britannico (Langford, n. 1847 - Kingham, † 1921)

## Storici dell'arte(1)
- William S. Heckscher, storico dell'arte tedesco (Amburgo, n. 1904 - Princeton, † 1999)

## Storici della filosofia(1)
- William Keith Chambers Guthrie, storico della filosofia britannico (Londra, n. 1906 - Cambridge, † 1981)

## Storici della scienza(1)
- William R. Newman, storico della scienza statunitense (Chicago, n. 1955)

## Suonatori di tuba(1)
- Bill Barber, suonatore di tuba statunitense (New York, n. 1920 - Bronxville, † 2007)

## Supercentenari(1)
- William Fullingim, supercentenario statunitense (Clarksville, n. 1855 - Lawton, † 1965)

## Tastieristi(1)
- Pete Wingfield, tastierista e produttore discografico britannico (Liphook, n. 1948)

## Tennisti(23)
- William Blumberg, ex tennista statunitense (New York, n. 1998)
- Bill Bowrey, ex tennista australiano (Sydney, n. 1943)
- William Brown, ex tennista statunitense (Omaha, n. 1945)
- William Cazalet, tennista britannico (San Pietroburgo, n. 1865 - Tonbridge, † 1932)
- William Clothier, tennista statunitense (Sharon Hill, n. 1881 - Filadelfia, † 1962)
- William Easton, tennista statunitense (Hannibal, n. 1875 - Asheville, † 1928)
- Bill Gilmour, ex tennista e giudice di tennis australiano (n. 1934)
- William Glyn, tennista britannico (n. 1859 - † 1939)
- William Higgins, tennista statunitense (Lawton, n. 1942 - † 2022)
- Bill Johnston, tennista statunitense (San Francisco, n. 1894 - San Francisco, † 1946)
- Billy Knight, ex tennista britannico (Northampton, n. 1935)
- William Larned, tennista statunitense (Summit, n. 1872 - Manhattan, † 1926)
- William Lloyd, ex tennista australiano (Sydney, n. 1949)
- William Marshall, tennista e architetto britannico (Londra, n. 1849 - Hindhead, † 1921)
- William Maze, ex tennista statunitense (Bakersfield, n. 1956)
- Donald McNeill, tennista statunitense (Chickasha, n. 1918 - Vero Beach, † 1996)
- William Renshaw, tennista britannico (Leamington Spa, n. 1861 - Swanage, † 1904)
- Bud Schultz, ex tennista statunitense (Meriden, n. 1959)
- Bill Talbert, tennista statunitense (Cincinnati, n. 1918 - New York, † 1999)
- William Taylor, tennista britannico (Londra, n. 1860)
- Bill Tilden, tennista statunitense (Filadelfia, n. 1893 - Los Angeles, † 1953)
- William le Maire de Warzée d'Hermalle, tennista belga (Liegi, n. 1879 - † 1966)
- William Álvarez, tennista e allenatore di tennis colombiano (Medellín, n. 1934 - Barcellona, † 2022)

## Tenori(2)
- William Matteuzzi, tenore italiano (Bologna, n. 1957)
- Heddle Nash, tenore inglese (Deptford, n. 1894 - Londra, † 1961)

## Teologi(11)
- William Ames, teologo e predicatore inglese (Ipswich, n. 1576 - † 1633)
- William A. Beardslee, teologo, biblista e traduttore statunitense (n. 1916 - † 2001)
- William Buckland, teologo, geologo e paleontologo inglese (Axminster, n. 1784 - Islip, † 1856)
- William Ellery Channing, teologo statunitense (Newport, n. 1780 - Old Bennington, † 1842)
- William Cunningham, teologo scozzese (Hamilton, n. 1805 - Edimburgo, † 1861)
- William D. Davies, teologo e biblista britannico (n. 1911 - Durham, † 2001)
- William Miller, teologo e filosofo statunitense (Pittsfield, n. 1782 - Hampton, † 1849)
- William Palmer, teologo britannico (Mixbury, n. 1811 - Roma, † 1879)
- William Palmer, teologo e docente britannico (Dublino, n. 1803 - Londra, † 1885)
- William Twisse, teologo scozzese (Newbury, n. 1578 - † 1646)
- William Tyndale, teologo e biblista britannico (Vilvoorde, † 1536)

## Terroristi(1)
- Billy Wright, terrorista britannico (Wolverhampton, n. 1960 - Long Kesh, † 1997)

## Tipografi(4)
- William Cadman, tipografo e missionario britannico (Rotherhithe, n. 1883 - Da Lat, † 1948)
- William Carter, tipografo inglese (Londra - Tyburn, † 1584)
- William Caxton, tipografo e traduttore inglese (Kent - Westminster)
- William Addison Dwiggins, tipografo, illustratore e designer statunitense (Martinsville, n. 1880 - Hingham Center, † 1956)

## Tiratori a segno(4)
- Bill Leushner, tiratore a segno statunitense (Cookstown, n. 1863 - Buffalo, † 1935)
- William McMillan, tiratore a segno statunitense (Frostburg, n. 1929 - Encinitas, † 2000)
- William Pimm, tiratore a segno britannico (Bow, n. 1864 - Miami, † 1952)
- William Shaner, tiratore a segno statunitense (Colorado Springs, n. 2001)

## Tiratori di fune(5)
- William Greggan, tiratore di fune britannico (Kirkcudbright, n. 1882 - † 1976)
- William Hirons, tiratore di fune britannico (Bloxham, n. 1871 - Nottingham, † 1958)
- William Seiling, tiratore di fune statunitense (St. Louis, n. 1864 - St. Louis, † 1951)
- William Slade, tiratore di fune britannico (n. 1873 - † 1941)
- Walter Tammas, tiratore di fune britannico (Great Yarmouth, n. 1870 - † 1952)

## Traduttori(3)
- William Barker, traduttore e politico britannico (Norfolk)
- William Taormina, traduttore italiano (Roma, n. 1976)
- William Weaver, traduttore e saggista statunitense (Washington, n. 1923 - Rhinebeck, † 2013)

## Triplisti(2)
- Willie Banks, ex triplista statunitense (Travis Air Force Base, n. 1956)
- Will Claye, triplista e lunghista statunitense (Tucson, n. 1991)

## Trombettisti(1)
- Willie Mitchell, trombettista e produttore discografico statunitense (Ashland, n. 1928 - Memphis, † 2010)

## Trombonisti(1)
- Bill Watrous, trombonista statunitense (Middletown, n. 1939 - Los Angeles, † 2018)

## Truccatori(2)
- Bill Corso, truccatore statunitense (n. 1966)
- William Tuttle, truccatore statunitense (Jacksonville, n. 1912 - Pacific Palisades, † 2007)

## Truffatori(1)
- William Dickey, truffatore statunitense (New York, n. 1874 - St. Petersburg, † 1944)

## Velisti(1)
- William Exshaw, velista britannico (Arcachon, n. 1866 - Valencia, † 1927)

## Velocisti(12)
- Willie Applegarth, velocista britannico (Guisborough, n. 1890 - Schenectady, † 1958)
- Bill Carr, velocista statunitense (Pine Bluff, n. 1909 - Tokyo, † 1966)
- William Collazo, velocista cubano (n. 1986)
- Harrison Dillard, velocista e ostacolista statunitense (Cleveland, n. 1923 - Cleveland, † 2019)
- William Fritz, velocista canadese (Ferry Bank, n. 1914 - London, † 1995)
- William Hamilton, velocista statunitense (n. 1883 - † 1955)
- Bill Hogenson, velocista statunitense (Chicago, n. 1884 - Chicago, † 1965)
- William Holland, velocista statunitense (Boston, n. 1874 - Malden, † 1930)
- William Hunter, velocista statunitense (Louisville, n. 1883 - Louisville, † 1966)
- William Moloney, velocista statunitense (Ottawa, n. 1876 - Chicago, † 1915)
- William Reais, velocista svizzero (Coira, n. 1999)
- Bill Roberts, velocista britannico (Salford, n. 1912 - Timperley, † 2001)

## Vescovi(1)
- William Walcher, vescovo tedesco (Gateshead, † 1080)

## Vescovi anglicani(1)
- William Morgan, vescovo anglicano gallese (Betws-y-Coed, n. 1545 - St Asaph, † 1604)

## Vescovi cattolici(26)
- William Brasseur, vescovo cattolico belga (Marke, n. 1903 - Baguio, † 1993)
- William Joseph Brennan, vescovo cattolico australiano (Dulwich Hill, n. 1904 - Toowoomba, † 1975)
- William John Brennan, vescovo cattolico australiano (Arncliffe, n. 1938 - Randwick, † 2013)
- William Draper Byrne, vescovo cattolico statunitense (Washington, n. 1964)
- William Patrick Callahan, vescovo cattolico statunitense (Chicago, n. 1950)
- William Regis Fey, vescovo cattolico e missionario statunitense (Pittsburgh, n. 1942 - Pittsburgh, † 2021)
- William Fraser, vescovo cattolico scozzese (Francia, † 1297)
- William Michael Joensen, vescovo cattolico statunitense (Waterloo, n. 1960)
- William Robert Johnson, vescovo cattolico statunitense (Tonopah, n. 1918 - Orange, † 1986)
- William Edward Koenig, vescovo cattolico statunitense (New York, n. 1956)
- William Lamberton, vescovo cattolico scozzese († 1328)
- William Francis Malooly, vescovo cattolico statunitense (Baltimora, n. 1944)
- William George McCloskey, vescovo cattolico statunitense (New York, n. 1823 - Louisville, † 1909)
- William McDonald, vescovo cattolico irlandese (Kilkenny, n. 1904 - San Francisco, † 1989)
- William Terrence McGrattan, vescovo cattolico canadese (London, n. 1956)
- William Francis Medley, vescovo cattolico statunitense (Loretto, n. 1952)
- William Martin Morris, vescovo cattolico australiano (Brisbane, n. 1943)
- William Michael Mulvey, vescovo cattolico statunitense (Houston, n. 1949)
- William Francis Murphy, vescovo cattolico statunitense (Boston, n. 1940)
- William Edward Murray, vescovo cattolico australiano (Leichhardt, n. 1920 - Randwick, † 2013)
- William Aloysius O'Connor, vescovo cattolico statunitense (Chicago, n. 1903 - † 1983)
- William Stephen Skylstad, vescovo cattolico statunitense (Omak, n. 1934)
- William Albert Wack, vescovo cattolico statunitense (South Bend, n. 1967)
- William Weathers, vescovo cattolico britannico (Londra, n. 1814 - Isleworth, † 1895)
- William di Wykeham, vescovo cattolico britannico (Hampshire, † 1404)
- William di Kilkenny, vescovo cattolico inglese (Spagna, † 1256)

## Viaggiatori(2)
- William Francis Ainsworth, viaggiatore, geologo e medico inglese (Exeter, n. 1807 - Hammersmith, † 1896)
- William J. Alban Sheehy, viaggiatore britannico

## Violinisti(1)
- William Henry Reed, violinista, docente e compositore britannico (Frome, n. 1875 - Dumfries, † 1942)

## Violisti(1)
- William Primrose, violista e insegnante scozzese (Glasgow, n. 1904 - Provo, † 1982)

## Violoncellisti(1)
- William Pleeth, violoncellista britannico (Londra, n. 1916 - † 1999)

## Wrestler(18)
- Big Cass, wrestler statunitense (Queens, n. 1986)
- Haystacks Calhoun, wrestler statunitense (Morgan's Corner, n. 1934 - McKinney, † 1989)
- Christian, wrestler canadese (Kitchener, n. 1973)
- Bill Dundee, ex wrestler scozzese (Kirriemuir, n. 1943)
- Bill DeMott, ex wrestler statunitense (Titusville, n. 1966)
- Bobby Dutch, wrestler statunitense (Brooklyn, n. 1987)
- Billy Jack Haynes, ex wrestler statunitense (Portland, n. 1953)
- Powerhouse Hobbs, wrestler statunitense (East Palo Alto, n. 1991)
- Happy Humphrey, wrestler statunitense (Payne, n. 1926 - Augusta, † 1989)
- Buddy Landel, wrestler statunitense (Knoxville, n. 1961 - Chilhowie, † 2015)
- Trevor Murdoch, wrestler statunitense (Fredericktown, n. 1980)
- George Steele, wrestler e attore statunitense (Detroit, n. 1937 - Cocoa Beach, † 2017)
- Will Ospreay, wrestler inglese (Havering, n. 1993)
- Billy Robinson, wrestler britannico (Manchester, n. 1938 - Little Rock, † 2014)
- Dave Sullivan, ex wrestler e allenatore di football americano statunitense (Baltimora, n. 1963)
- Lance Von Erich, ex wrestler statunitense (Arlington, n. 1960)
- Whipper Billy Watson, wrestler canadese (East York, n. 1915 - Orlando, † 1990)
- Bill Watts, ex wrestler, imprenditore e produttore televisivo statunitense (Oklahoma City, n. 1939)

## Zoologi(9)
- William Adam, zoologo olandese (L'Aia, n. 1909 - Bruxelles, † 1988)
- William Henry Burt, zoologo statunitense (Haddam, n. 1903 - † 1987)
- William Alexander Forbes, zoologo britannico (n. 1855 - † 1883)
- William King Gregory, zoologo statunitense (Greenwich Village, n. 1876 - Woodstock, † 1970)
- William Evans Hoyle, zoologo britannico (Manchester, n. 1855 - Porthcawl, † 1926)
- William Marshall, zoologo tedesco (Weimar, n. 1845 - Lipsia, † 1907)
- William David Lindsay Ride, zoologo e paleontologo inglese (Londra, n. 1926 - Canberra, † 2011)
- William Lutley Sclater, zoologo britannico (n. 1863 - Londra, † 1944)
- William Edward de Winton, zoologo britannico (n. 1856 - † 1922)

## Senza attività specificata(22)
- William d'Aubigny, I conte di Arundel, conte († 1176)
- William d'Aubigny, II conte di Arundel, conte († 1193)
- William d'Aubigny, IV conte di Arundel, conte inglese († 1224)
- William Brocius, pistolero statunitense (n. 1845 - † 1882)
- Billy Claiborne, pistolero statunitense (n. 1860 - † 1882)
- Billy Clanton, pistolero statunitense (Contea di Hamilton, n. 1862 - Tombstone, † 1881)
- Horace de Vere Cole, irlandese (Ballincollig, n. 1881 - Honfleur, † 1936)
- William Cragh, gallese (Llanrhidian)
- William Forsche, effettista statunitense (Appleton, n. 1963)
- William Price Hunt, statunitense (n. 1783 - † 1842)
- William Wallace Lincoln, statunitense (Springfield, n. 1850 - Washington, † 1862)
- William Maudit, VIII conte di Warwick, conte (n. 1220 - † 1267)
- William Moore, ufologo, scrittore e giornalista statunitense (n. 1943)
- William Ouseley, iranista e diplomatico britannico (Monmouthshire, n. 1767 - Boulogne-sur-Mer, † 1842)
- William le Scrope, I conte di Wiltshire, conte britannico (n. 1350 - † 1399)
- William James Sidis, statunitense (New York, n. 1898 - Boston, † 1944)
- Bill Alfonso, statunitense (Portsmouth, n. 1957)
- William Patrick Hitler, inglese (Liverpool, n. 1911 - Patchogue, † 1987)
- William Tattenbaum, pistolero statunitense (n. 1853 - † 1881)
- William Trevitt, ex ballerino, regista e produttore televisivo britannico (Cambridge, n. 1969)
- William Gillan Waddell, papirologo scozzese (n. 1884 - † 1945)
- Guglielmo di Gloucester, conte (n. 1112 - † 1183)